# Igreja Matriz de Lourosa

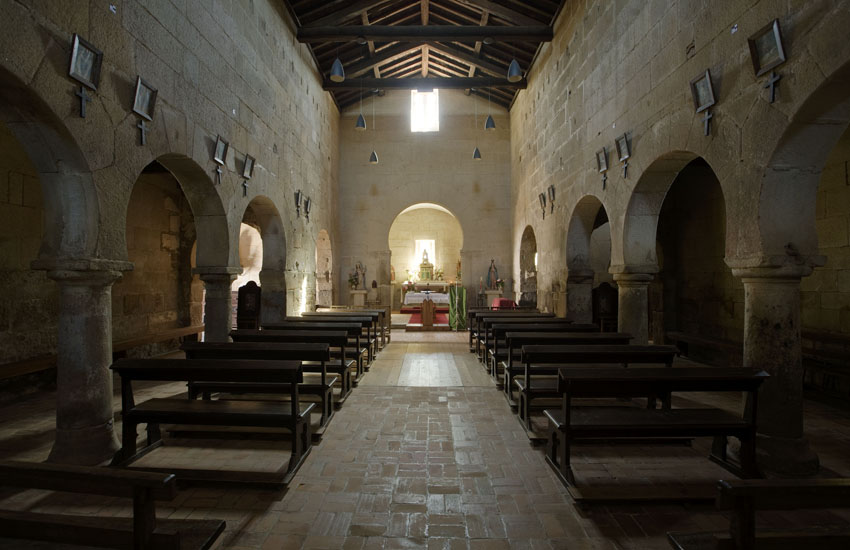
Interior da Igreja

A Igreja Matriz de Lourosa, também referida como Igreja de Lourosa, Igreja de São Pedro de Lourosa, Igreja de São Pedro, matriz de Lourosa, Igreja Paroquial de Lourosa, Igreja de São Pedro e Igreja Moçárabe de São Pedro de Lourosa é uma igreja localizada em Lourosa, no município de Oliveira do Hospital.
É um templo de construção anterior ao nascimento do Reino de Portugal dedicada ao Apóstolo S. Pedro.
O interesse por esta igreja data, fundamentalmente, dos inícios do século XX devido à redescoberta do seu estilo pré-românico, dito moçárabe, e consequente publicação de estudos. Em 1916 (decreto de 16 de Junho) foi classificada como monumento nacional e, posteriormente, sujeita a importantes trabalhos de restauro que trouxeram à luz, não apenas o seu estilo primitivo, mas outros vestígios arqueológicos bastante anteriores à igreja.
Foi integrada na Rota da Moura Encantada, roteiro de percursos Europeus baseados na presença árabe no continente[carece de fontes?].

## Datação
A igreja possui uma pedra solta com a inscrição "Era DCCCCL" (na Era Hispânica), correspondendo ao ano de 912. Esta datação torna-a uma das mais antigas igrejas em Portugal.
Possui também uma ara (altar) dedicado a Júpiter[carece de fontes?].

## Arquitetura
Ainda que o seu aspeto tenha sido muito intervencionado durante campanhas de restauro no ano de 1930, várias características nos remetem para as arquiteturas moçárabe e visigótica.
A igreja possui um nártex, seguido de um corpo de três naves, separadas por arcarias de arco em ferradura. Existem vestígios de uma desaparecida iconóstase. O interior é austero e quase não existem pinturas ou imagens..
É um templo de forma basilical (em cruz), de transepto saliente e cabeceira tripartida, com três naves separadas por arcarias em arcos de ferradura, sendo a central mais comprida e antecedida na fachada principal de um nártex de compartimento único.
Encontram-se, igualmente evidências da existência de uma iconostase, típica das igrejas mais antigas. O interesse por esta igreja data, fundamentalmente, dos inícios do século XX devido à redescoberta do seu estilo pré-românico, dito moçárabe, e consequente publicação de estudos. Em 1916 (decreto de 16 de junho) foi classificada como monumento nacional e, posteriormente, sujeita a importantes trabalhos de restauro que trouxeram à luz, não apenas o seu estilo primitivo, mas outros vestígios arqueológicos bastante anteriores à igreja. 

## História

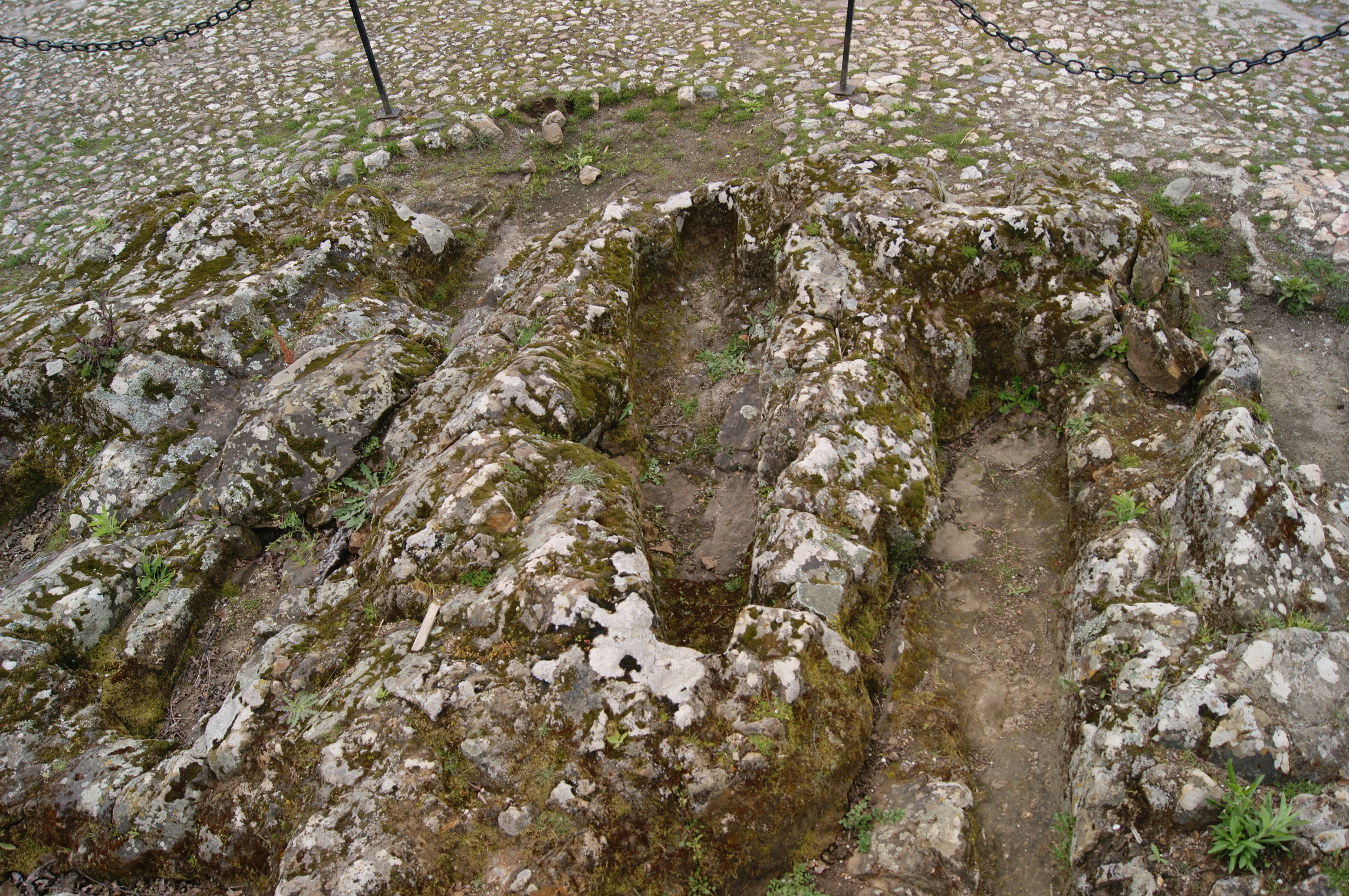
Sepulturas escavadas na rocha de feições antropomórficas (Necrópole)- Foto: Rui Silva

Lourosa terá sido provavelmente povoada desde tempos remotos dada a fertilidade das suas terras, propícias à agricultura e à pastorícia, e tudo indica, de acordo com estudos arqueológicos já efectuados, que o local onde hoje se situa a igreja terá sido local de culto pelo menos desde finais da Idade do Bronze, inícios da Idade do Ferro, embora os vestígios melhor conhecidos sejam apenas do período romano, nomeadamente um templo dedicado a Júpiter, de acordo com uma ara votiva encontrada, cujas pedras e colunas terão sido em parte aproveitadas para a construção desta igreja. No século V vários povos de origem germânica invadiram o então já cristianizado Império Romano e para a Península Ibérica vieram, nomeadamente, os Visigodos (ou Godos) que mantiveram as estruturas básicas da romanização, assim como o culto cristão. Desse período visigótico permanece, presumivelmente, um cemitério de sepulturas antropomórficas, a noroeste da igreja, e de orientação variável, escavado numa extensa laje de xisto que ocupa toda a superfície de implantação da igreja e grande parte do exterior à volta da mesma. Embora se conheçam idênticas sepulturas noutros locais de Oliveira do Hospital (Meruge, junto à Capela de São Bartolomeu, atribuídas ao século VII / IX d.C.) este conjunto de sepulturas em Lourosa é considerado «único na região do Mondego» pela própria DGMEN/IGESPAR.

## A ocupação árabe e a reconquista
Em 711, a invasão da Península Ibérica pelos mouros do Norte de África, destruiria a monarquia visigótica que se irá refugiar ao norte da Península Ibérica, constituindo o Reino das Astúrias, antecedente dos futuros reinos hispânicos, gerando séculos de conflito entre os novos ocupantes muçulmanos e os referidos reinos cristãos. Coimbra e Seia (onde se incluía o território que compreende Lourosa) estiveram por esse motivo, sob uma intermitente ocupação muçulmana até ao século XI (1064), data em que foram definitivamente recuperadas para o domínio cristão sob o comando de Fernando Magno, unificador dos reinos de Leão, Castela e Galiza, estando Lourosa integrada neste último reino.
O vestígio mais importante dessa ocupação será, sem dúvida, esta igreja, que exibe um estilo de influência moçárabe, isto é, integrando elementos da cultura árabe, sendo embora cristã, apresentando para além das arcadas em arco de ferradura, outros elementos considerados tipicamente moçárabes como as janelas em ajimez, as únicas conhecidas em Portugal do período medieval. Este estilo é característico da chamada “arte da Reconquista”, com nítida influência asturiana, estilo que se encontra noutras igrejas de Espanha da mesma época, e que terá sido construída (ou reconstruída) ao que tudo indica, em 912 (950 da Era de César), conforme lápide encontrada em caracteres visigóticos, encimando, atualmente, a porta principal.(fotos 3: lápide; 4 a, b e c: ajimez; foto 5 arcadas p/b). 

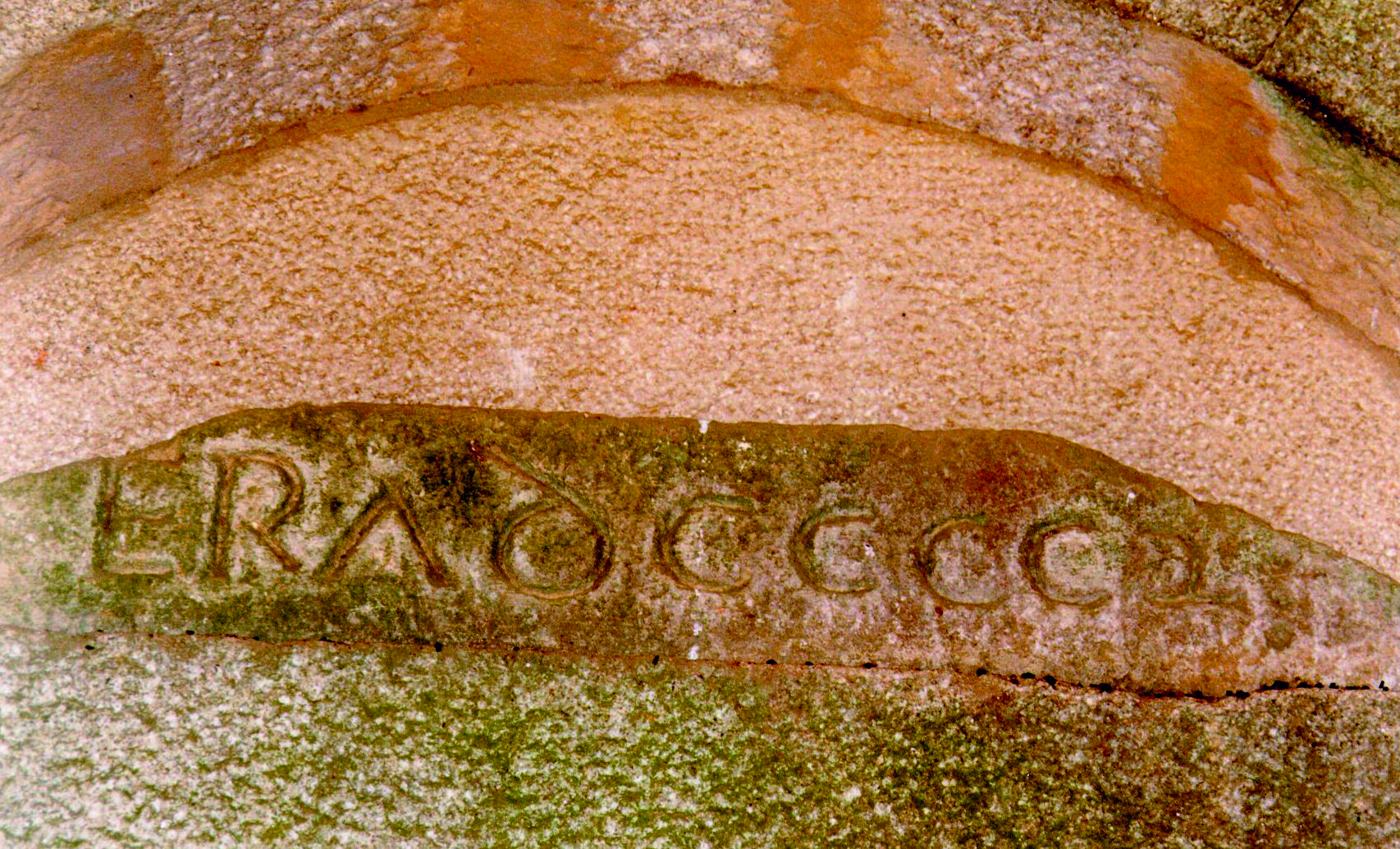
Fig 3: Epígrafe com a presumível datação da edificação da igreja. Era DCCCCL (950 d.C.). Foto: Rui Valentim

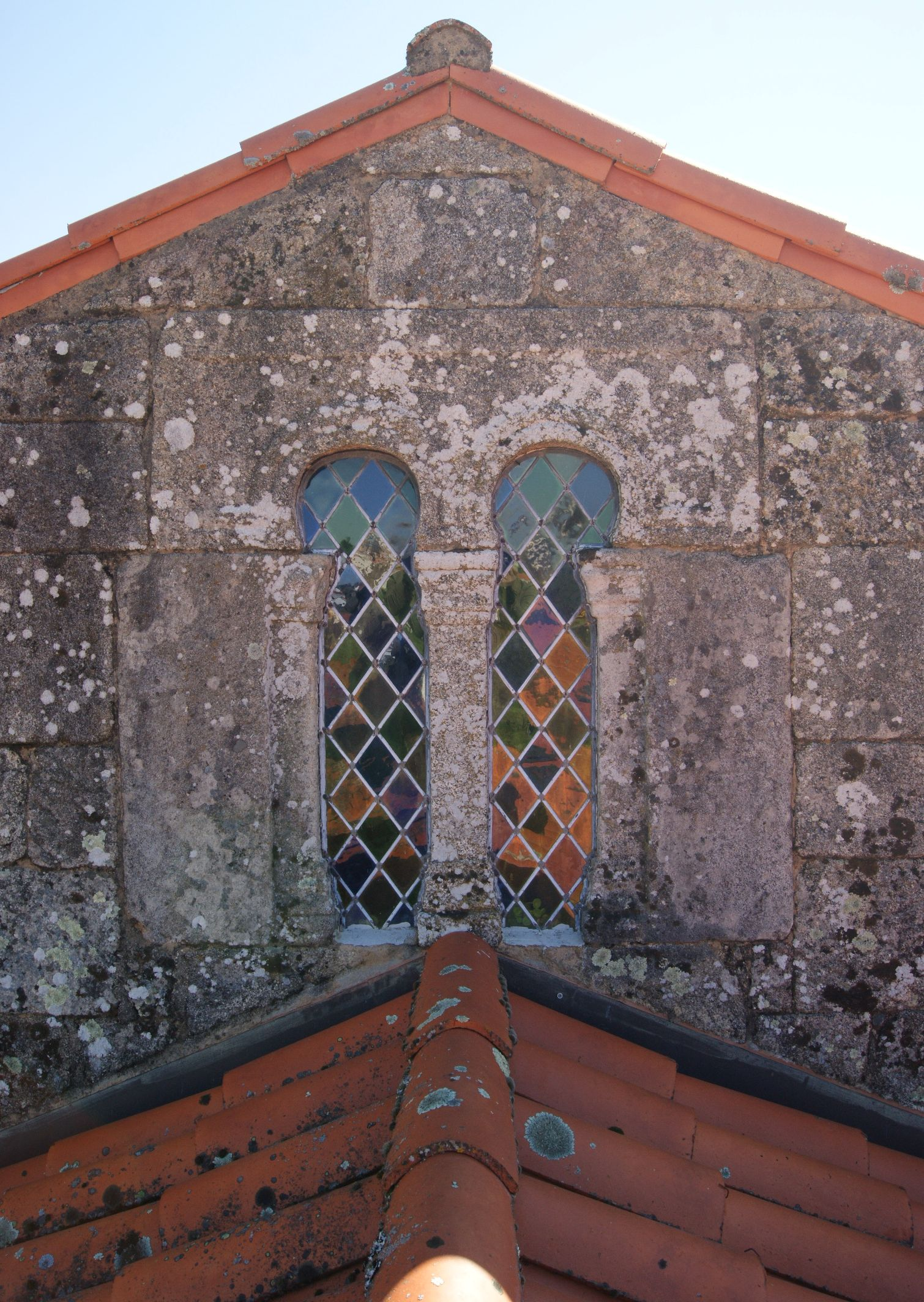
Fig. 4a: Vista externa do ajimez. Fachada principal da Igreja. Foto: Rui Silva

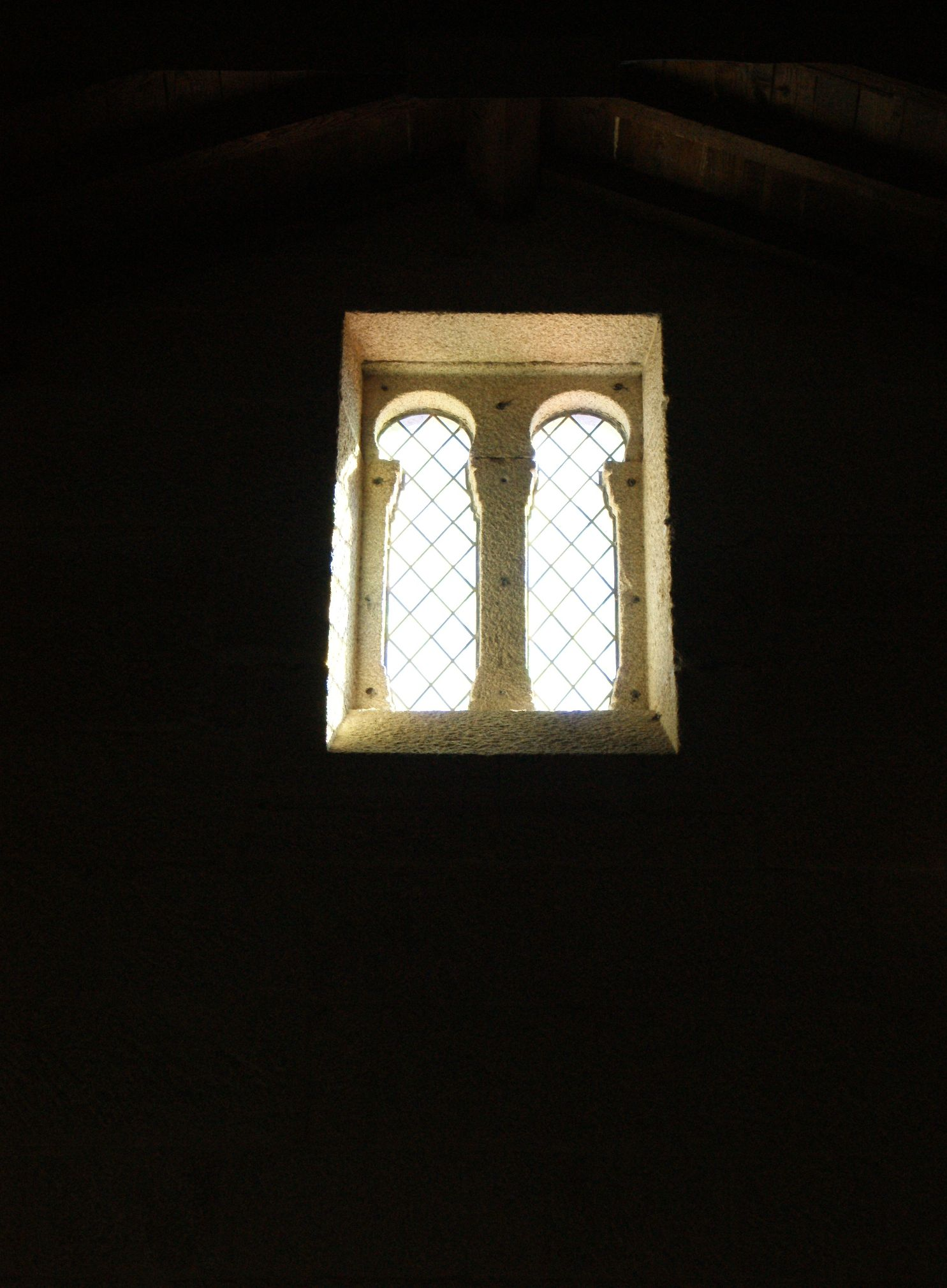
Fig 4b: Vista interna do ajimez. Fachada principal da Igreja. Foto: Rui Silva.

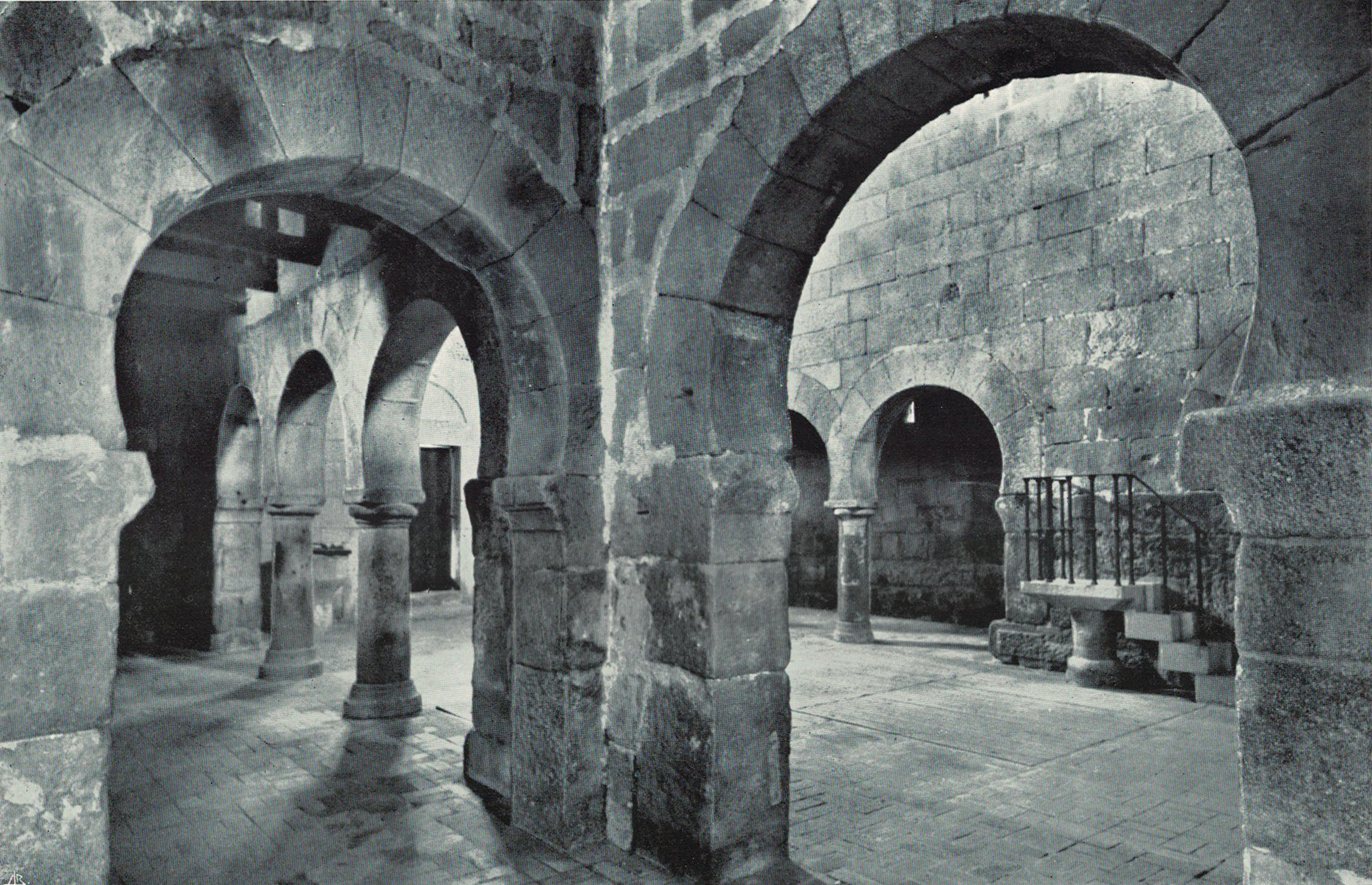
Fig. 5: Arcadas e vista interior da igreja após as obras de 1930. Boletim 55, DGEMN, 1949

O que os estudos mais recentes salientam, acima de tudo, é que o templo de Lourosa é representativo de um estilo peninsular pré-românico, de influência bizantina, associado à arte visigótica (o que aliás está bem patente no seu formato basilical, em cruz). E, que, sendo anterior ao estilo românico franco (francês), que se desenvolverá mais tarde na Europa, estabelece um elo de ligação entre os estilos visigótico e românico. Nisso reside a sua principal importância, para além do facto de ser exemplar único conhecido em Portugal.
Uma dúvida que subsiste é se a igreja terá sido construída ainda sob domínio mourisco, visto que as fronteiras foram muito variáveis até ao século XI, dados os recuos e avanços da reconquista cristã, dúvida que, por enquanto, não é possível esclarecer.

## O orago da cadeira de S. Pedro de Antioquia
Um aspecto assaz curioso nesta igreja é a questão do seu orago, que é a Cadeira de São Pedro de Antioquia, a única igreja conhecida em Portugal com este orago. Por cadeira entenda-se cátedra, termo alusivo à missão de ensinamento evangélico atribuído porJesus Cristo a Pedro. Antioquia era, naqueles tempos, considerada a terceira cidade do Império Romano (depois de Roma e de Alexandria do Egipto) cidade onde «pela primeira vez os discípulos receberam o nome de “cristãos» (Actos 11, 26) e tendo Pedro sido aí o primeiro bispo da Igreja. Só depois disso teria ido para Roma onde sofreu o seu martírio. E, não sendo a mais antiga igreja de Portugal, é, nos dias que correm, a única de seu estilo e a mais antiga igreja em funcionamento praticamente ininterrupto, perfazendo em 2016, 1104 anos de culto cristão...! (foto 6-S. Pedro) 

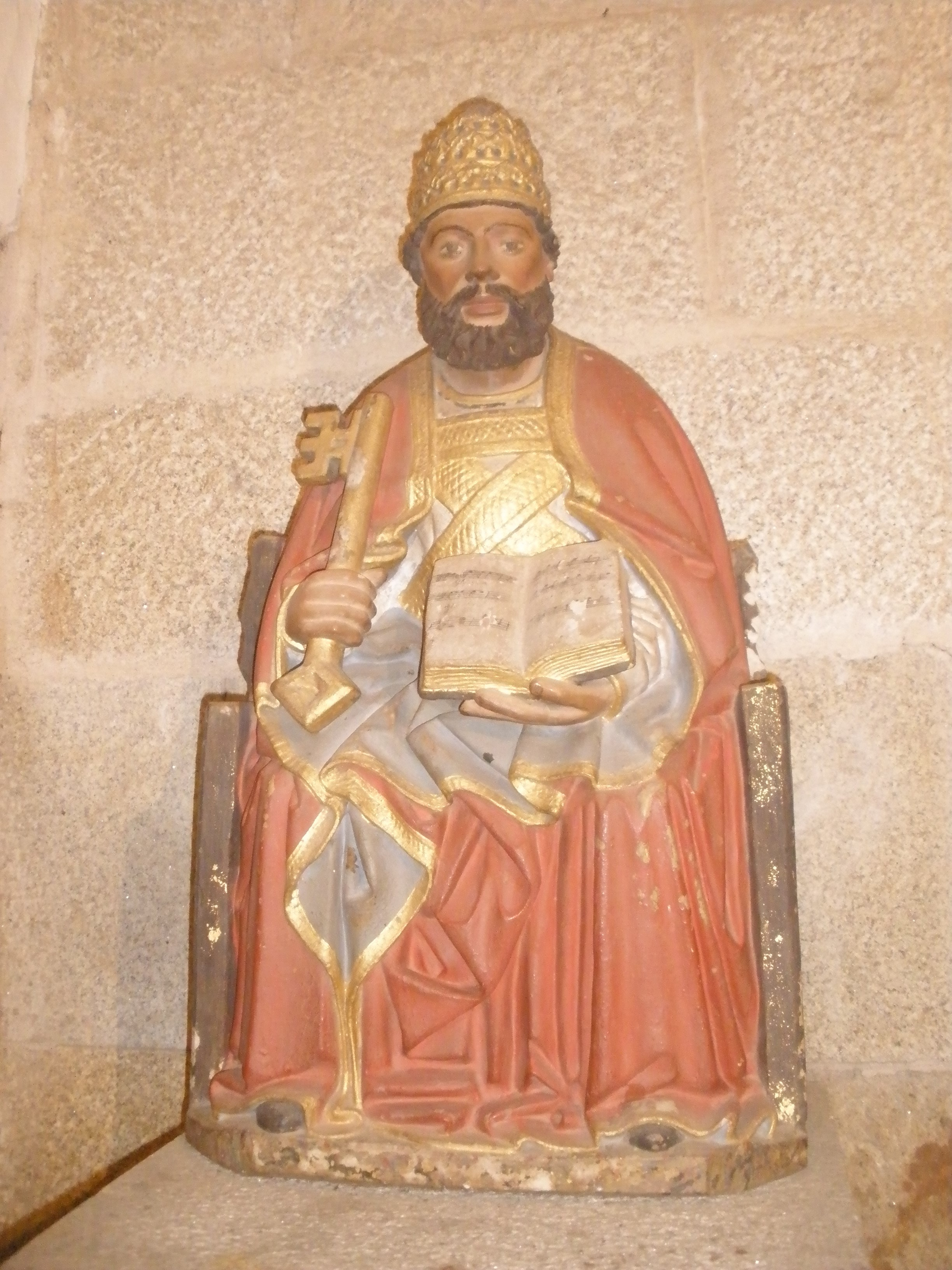
Fig 6: Imagem de S. Pedro na capela-mor atribuído ao século XV (IAP) exibindo, todavia, uma partitura de época posterior que lhe terá sido acrescentada (Foto: Rui Valentim)

## O Canto Moçárabe
Outro aspecto que podemos conjecturar, ainda, é a mais que provável utilização na igreja de Lourosa do chamado canto moçárabe. Este tipo de cantochão, que, segundo os especialistas, deveria mais propriamente ser chamado de visigótico, é algo diverso do chamado canto gregoriano, sendo característico da Península Ibérica até finais do século XI, e posteriormente proibido.

## Nos primórdios de Portugal
Lourosa integrou também o território original do Condado Portucalense e, ainda antes da autonomia portucalense, a já então vila de Lourosa seria doada em testamento à Sé de Coimbra, por D. Teresa (11 de Março de 1119). Data dessa altura a longínqua ligação que Lourosa tem mantido com a Sé de Coimbra e respectivos bispos que, pelo menos até 1835 (data em que foram expropriados os bens da Igreja pelo Liberalismo), foram senhores donatários de Lourosa. Ao longo de tantos séculos a igreja sofreu inúmeras intervenções, nomeadamente no século XIV, em que lhe foi adossado junto à entrada da igreja (como era costume na época medieval) um campanário de estilo gótico, remetido no século XX para as traseiras da igreja, para permitir uma melhor visualização da mesma.(foto 7  Lourosa 1926)

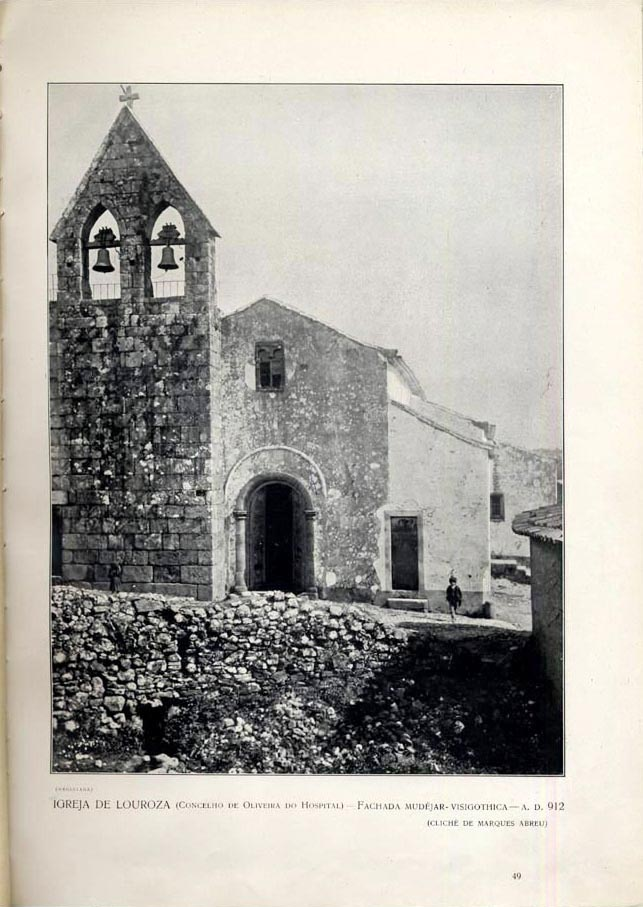
Fig. 7 - Vista do campanário adossado à igreja (Foto: Marques Abreu in J. Vasconcelos, 1918)

Desse período cronológico existe no interior da igreja uma Nossa Senhora, falsamente chamada do Ó (pois não se encontra grávida), e que pertencera outrora a uma capela particular construída no século XVII no interior da igreja em estilo idêntico a outra que se encontra na Capela dos Ferreiros em Oliveira do Hospital, e que é atribuída a Mestre Pêro, célebre escultor aragonês da época.

Fig. 8: Nossa Senhora medieval, (século XIV), erradamente chamada “do Ó”, provavelmente da autoria de Mestre Pero (Foto: Rui Valentim)

Também a Igreja terá sofrido novas obras em finais do século XV, princípios do século XVI em capelas na zona da cabeceira (Boletim da DGMN). Conhecem-se diversos azulejos de tipo mourisco que terão estado, segundo tudo indica, na antiga capela-mor, que por esta altura sofreu algumas obras. Infelizmente, só numa das obras alusivas aos restauros efectuados no início do século XX se refere, brevemente, a existência de azulejos sem, todavia, os especificar. Sabe-se que o bispo-conde de Coimbra D. Jorge de Almeida, que foi bispo entre 1483 e 1543, mandou efectuar remodelações na Sé de Coimbra com azulejos que encomendou de Sevilha, pela mesma altura. Sendo ele também donatário da Igreja de Lourosa, teriam partido dele estas obras de embelezamento? Chegaram até nós, apesar de tudo, alguns exemplares desses azulejos de tipo mudejar, ou hispano-mourisco, que em boa hora foram salvos durante as referidas obras de recuperação, estando a aguardar, entre outras coisas, espaço num futuro Museu que Lourosa bem mereceria. (Fig. 9 -azulejos) 

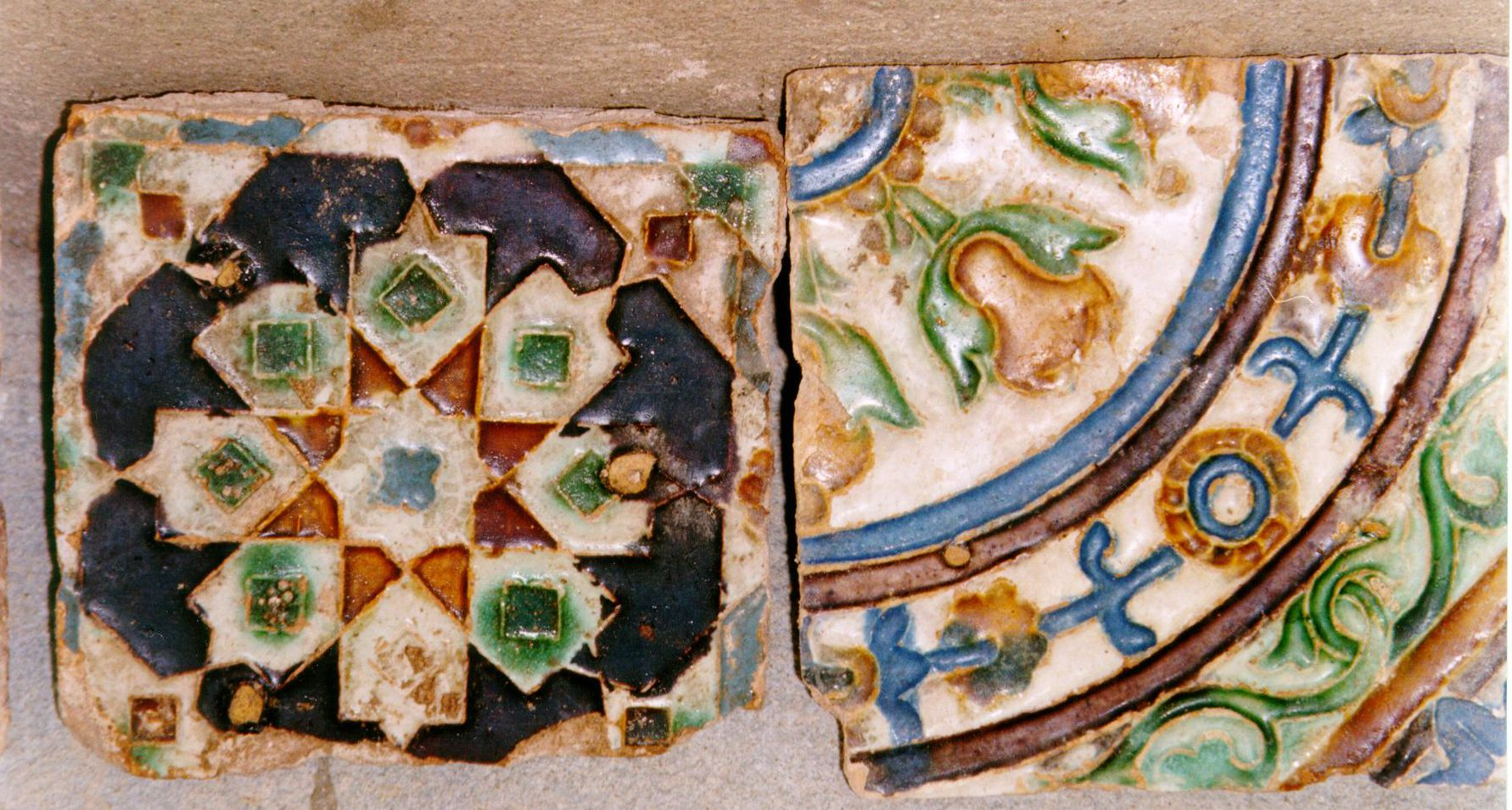
Fig. 9: Azulejos quinhentistas que outrora, no século XVI, pertenceram à igreja (foto: Rui Valentim)

## O período barroco (Séculos XVII e XVIII)
Mas foi, sobretudo, nos séculos XVII e XVIII que a igreja sofreu mais alterações, nomeadamente a instituição e consequente construção de capelas anexas nas paredes laterais da igreja (como a de Nª Sª. da Piedade, em 1632) e o seu enriquecimento no reinado de D. João V, com altares de talha de gosto rococó, e ainda a colocação de um púlpito de estilo joanino no arco médio do lado N, todas elas posteriormente retiradas com as obras de restauro do século XX. (Fig. 10-11-: interiores)  

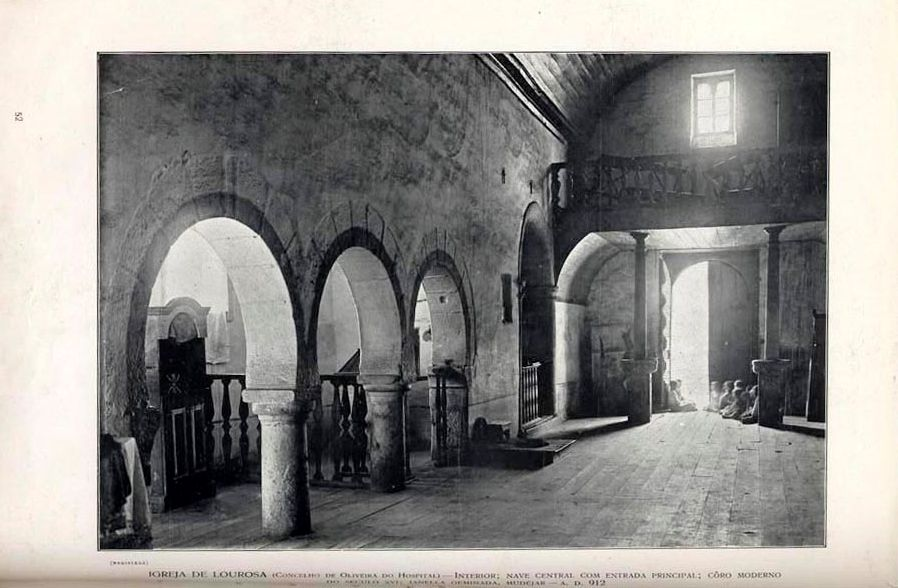
Fig. 10-:Vista do interior da igreja antes das obras de 1930, vendo-se o antigo coro sobre a porta de entrada - actual nártex. (Foto: Marques Abreu in Aguiar Barreiros,1934)

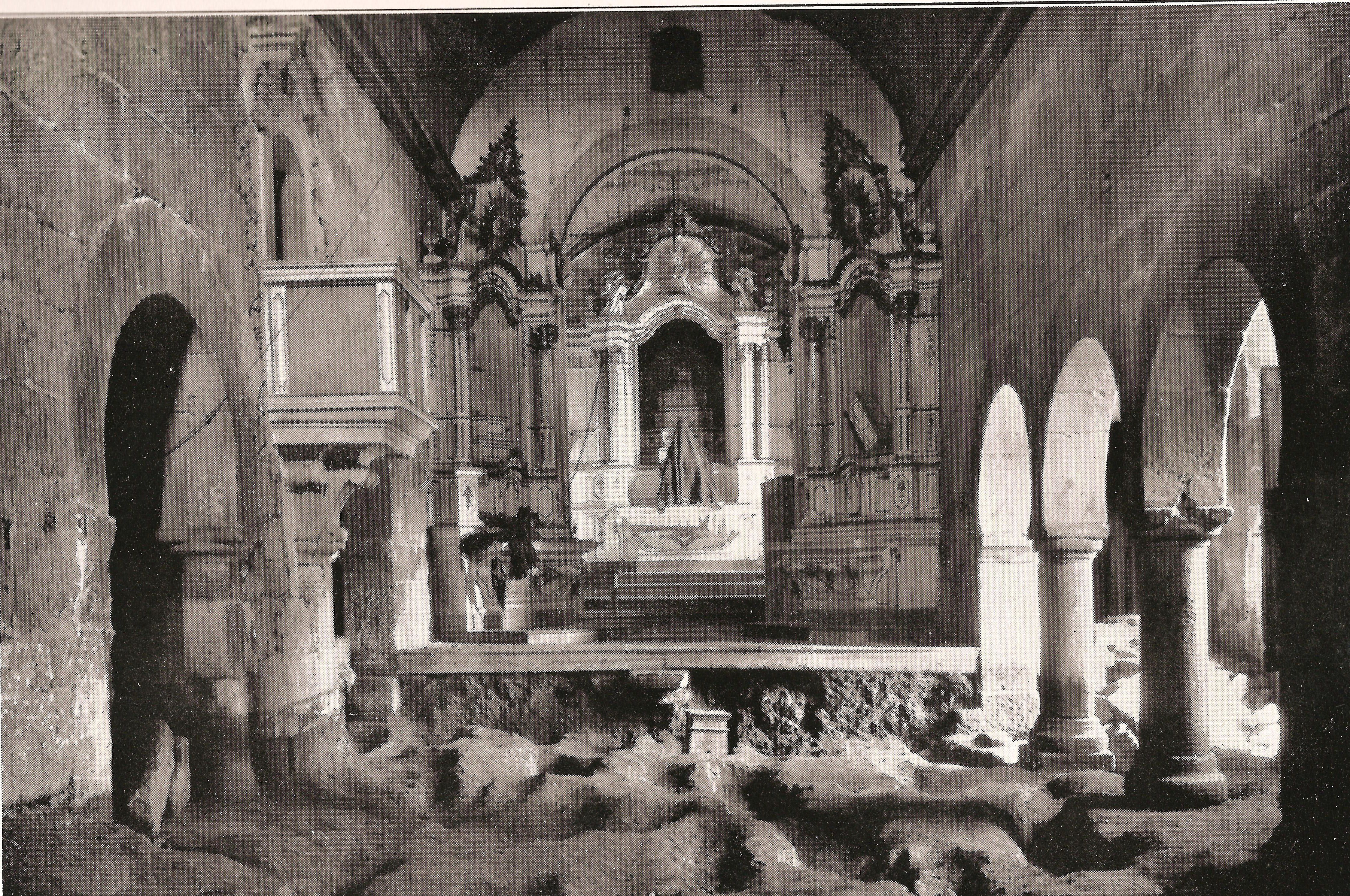
Fig. 11: Vista interior da igreja, antes das obras de 1930: vista do altar-mor em estilo “rococó” e da necrópole por baixo do chão da igreja; à esquerda o púlpito cujo assento em pedra se encontra actualmente na Casa Paroquial (Foto: Marques Abreu, in Aguiar Barreiros,1934)

No século XVIII surge uma das primeiras referências modernas à antiguidade da igreja, dela se dizendo que «foi fábrica de mouros, e é templo sumptuoso de três naves». Nesse século também aí paroquiou uma personalidade ilustre: o padre Manuel de Abrantes, de seu verdadeiro nome Manuel Abranches de Carvalho (1686-1754), que daqui era natural e que aqui faleceu aos 84 anos de idade, com fama de santidade, tanto pelas boas obras que praticou, como pelas manifestações que se deram após a sua morte.

## O século XIX
Em 1811 a igreja sofreu diversos saques e destruições devidamente documentados e estudados, provocados pela terceira e última Invasão Francesa que entrou pelas Beiras. Ainda nesse século, em 1884 (data oficial, mas eventualmente um pouco anterior) seria criada a Irmandade do Santíssimo Sacramento cuja sede seria a igreja de Lourosa e que ainda hoje perdura.(Fig. 12: estandarte da Irmandade)

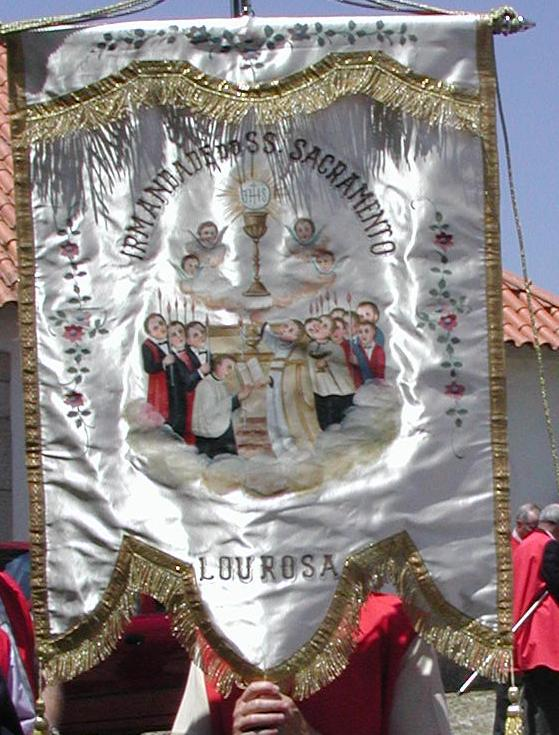
Fig. 12: Estandarte da Irmandade do Santíssimo Sacramento (frente) (Foto Rui Valentim)

## O século XX e a redescoberta da Igreja de Lourosa

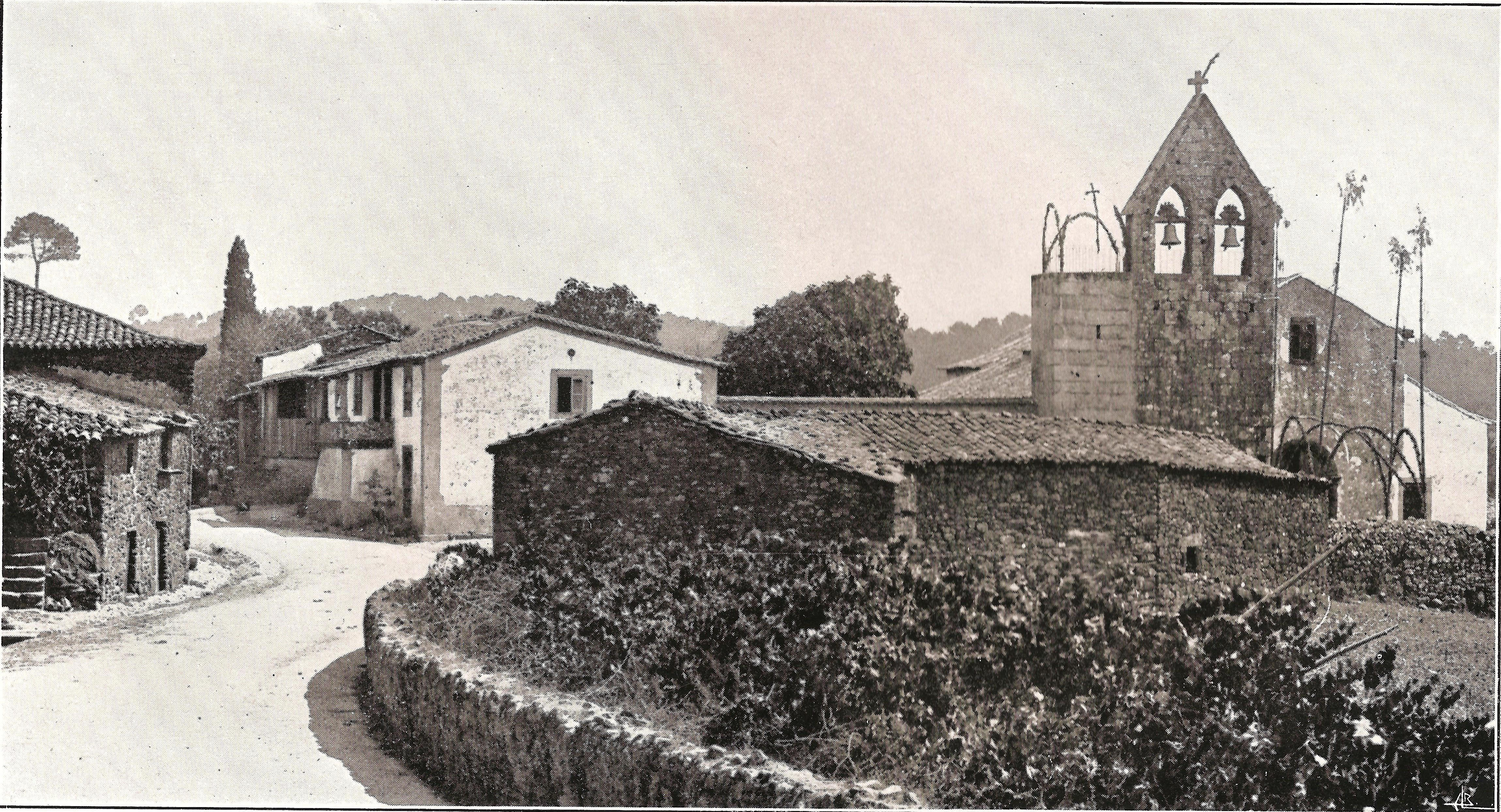
Fig 13: Largo da igreja em 1911, vendo-se, à direita, a igreja, antes das obras de restauro. (Foto: Marques Abreu, in Aguiar Barreiros,1934)

Permanecendo ignorada por muito tempo, foi a igreja de Lourosa fotografada pela primeira vez na primavera de 1911 pelo fotógrafo e editor de arte Marques Abreu (Fig. 13: cliché Marques Abreu) e revelada aos historiadores da Arte pelo Dr. Vergílio Correia (1888-1944), que aqui veio em Agosto de 1911, publicando ainda nesse ano alguns artigos na Folha de Oliveira (semanário de Oliveira do Hospital) e no ano seguinte em opúsculo.(Fig. 14 retrato Virgílio Correia) 

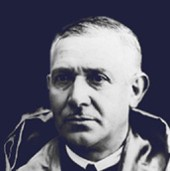
Fig 14: Retrato de Virgílio Correia in http://museumachadocastro.pt/pt-PT/museu/diretores/ContentDetail.aspx?id=332

Em 1911 também o historiador de arte e musicólogo Doutor Joaquim de Vasconcelos acorria à igreja de Lourosa, por indicação de seu amigo e colaborador, o já referido Marques Abreu, publicando ainda nesse ano diversos artigos sobre esta igreja na revista Arte(Fig. 15: Marques Abreu e Joaquim de Vasconcelos) e dedicando-lhe também diversas passagens  na obra Arte Românica em Portugal.

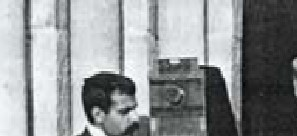
Fig 15: Retratos de Marques d’Abreu (à esquerda) e do Dr. Joaquim de Vasconcelos. (foto: in BOTELHO, Leonor, O Núcleo do Porto...v. Bibliografia)

A igreja, em grande estado de deterioração, é por ele descrita nestes termos quando a vê pela primeira vez:  
«Que deplorável abandono! Sobre a ruína próxima do arco triunfal, que importará a queda da capela-mor, é urgentíssimo acudir à nave do lado do Evangelho, coberta de telha vâ(!!); também na sacristia chove quasi como na rua; os santos, os livros, os modestos paramentos andam em contínua romaria, a que o zeloso sacristão mal pode acudir, transportando-os a penates quasi diariamente, desviando-os dos estragos dos aguaceiros» (J. Vasconcelos, Arte, nº 83).
Depois de Vasconcelos, outros estudiosos se seguiram como D. José Pessanha, conceituado historiador de arte, que em 1916 visita Lourosa publicando importantes estudos em 1927 e 1932.
A chamada de atenção sobre Lourosa por estes referidos investigadores levaria à sua classificação como Monumento Nacional por Decreto de 14 de Junho de 1916 (foto 16 decreto), assim como à sua divulgação a estudiosos internacionais, como o Professor Gomez-Moreno que se refere à igreja de Lourosa no seu estudo de 1919 «Iglezias mozárabes…». 

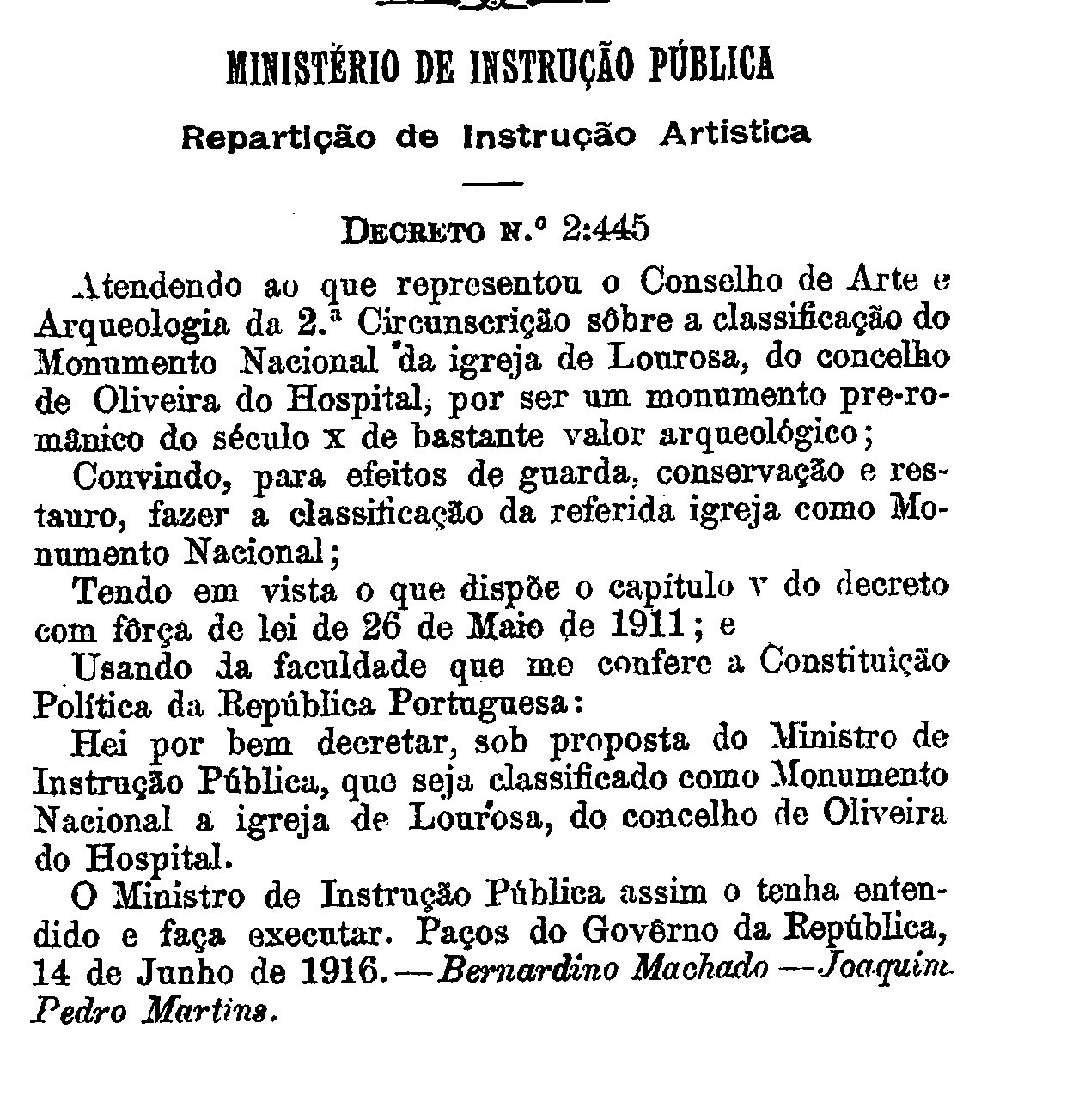
Fig 16: Decreto-Lei da classificação da igreja como Monumento Nacional (14 de junho de 1916).

Tomam forma, a partir de então, os projectos de restauro (antecedidos de necessárias demolições) que libertassem a igreja duma série de construções anexas que ocultavam e desfeavam a sua matriz original. (Figg 17-Esquema).

O ímpeto final da efectiva “redescoberta” da igreja de Lourosa ficaria a dever-se à própria viragem política conhecida como “Estado Novo” que o país vivia entretanto vivia. Um dos aspectos culturais mais salientes desse novo contexto político foi o investimento numa cultura de tipo nacionalista, evidenciando e enaltecendo os valores e os vultos nacionais. Sendo a igreja de Lourosa anterior à própria nacionalidade foi um dos monumentos naturalmente privilegiados nessa cultura de exaltação nacional. Para além disso, muitos dos antigos elementos do chamado Núcleo do Porto ocupavam agora lugares chave. É o caso do arquitecto Baltazar de Castro (desde 1930 dir. dos Monumentos Nacionais do Norte), do Eng. Henrique Gomes da Silva (então director dos Edifícios e Monumentos Nacionais), Prof. Dr. Alfredo de Magalhães (Ministro das Obras Públicas). Talvez assim se explique, um pouco, o facto de rapidamente se ter começado a investir na sua recuperação com importantes obras, demolições e reconstruções que ficaram concluídas em relativamente tão pouco tempo (entre 1930 e 1931).

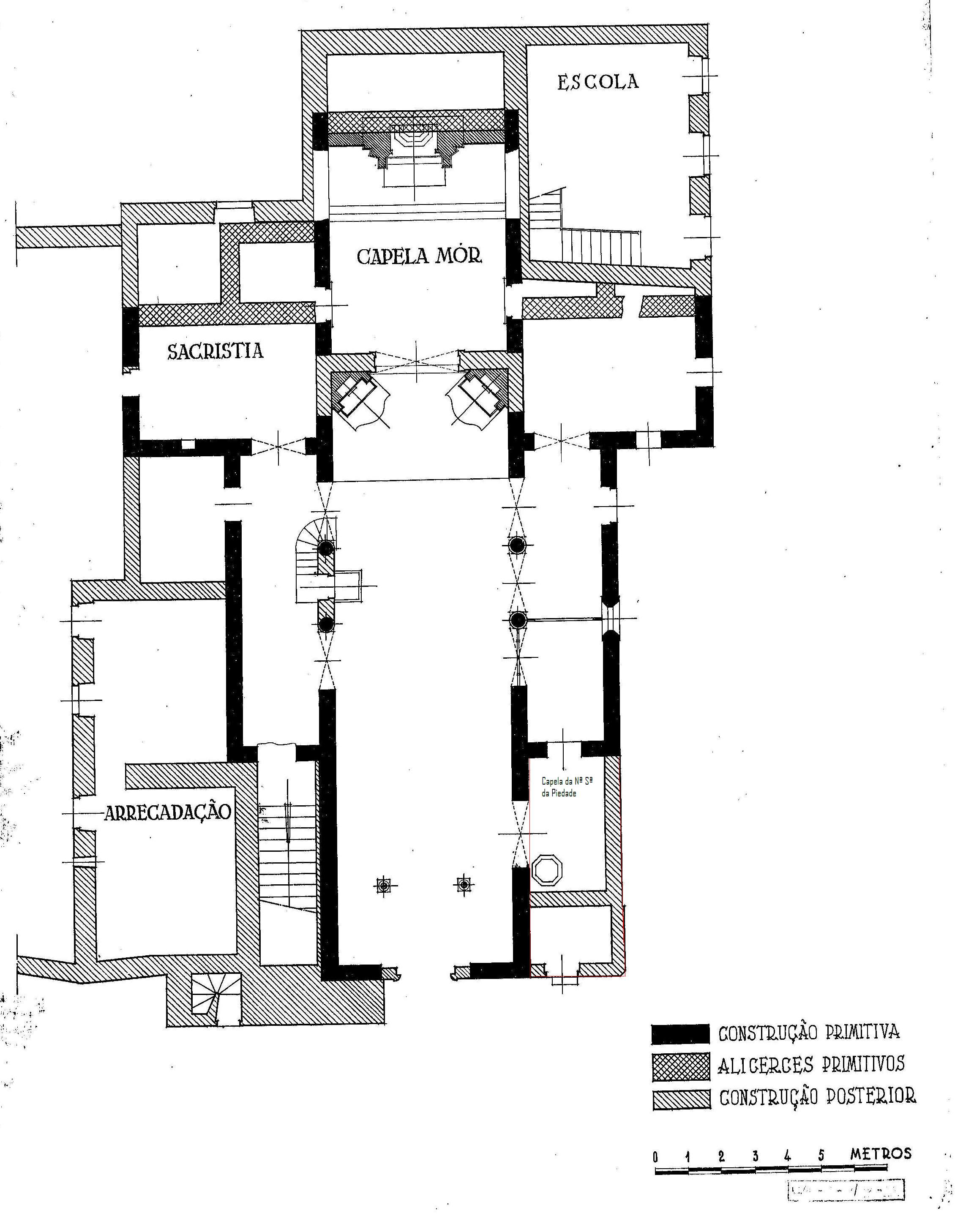
Fig 17: Esquema do aspecto da igreja antes das obras, com identificação da capela de Nossa Senhora da Piedade. A negro, a configuração original da igreja. (DGEMN)

Pretendendo-se dar início às obras de recuperação da igreja, Lourosa recebe a 1 de Junho de 1930 a visita de várias dessas personalidades referidas, como o Eng. Henrique Gomes da Silva, do Arq. Baltazar de Castro, do Prof. Dr. Alfredo de Magalhães, e também do Cónego Aguiar Barreiros (historiador de Arte), do Arq. José Vilaça (o principal autor dos projectos de arquitectura), e do já referido Marques Abreu, que disso dá conta na revista de que era editor. (Fig. 18: Notáveis em Lourosa)

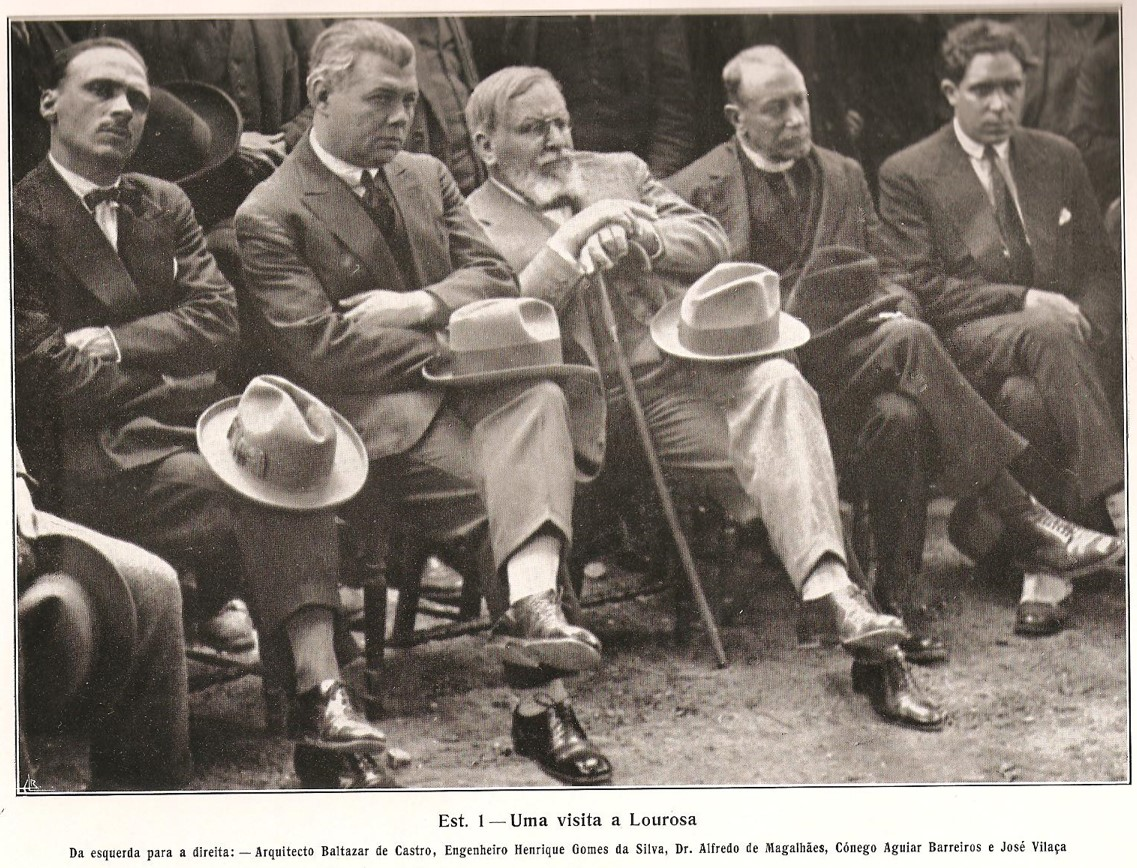
Fig 18: Notáveis em Lourosa. Identificam-se na fotografia: Arq. Baltazar de Castro (Director dos Monumentos Nacionais do Norte),Eng. Henrique Gomes da Silva (então Director dos Edifícios e Monumentos Nacionais), do Prof. Dr. Alfredo de Magalhães (Ministro das Obras Públicas), Cónego Aguiar Barreiros (historiador de Arte), Arq. José Vilaça, o principal autor dos projectos de arquitectura. (Foto: Marques Abreu, in Aguiar Barreiros,1934)

Porém o processo não foi pacífico, equacionado e analisado por diversos estudiosos que teceram críticas e apresentaram diferentes propostas de modelos finais, ainda hoje se tecendo críticas ao processo de restauro tal como foi conduzido. A evolução das obras (que decorreram entre 1930 e 1931), está amplamente documentada através da publicação dirigida por Marques Abreu com abundantes fotos suas que viriam a integrar mais tarde o Boletim 55 publicado pela Direcção Geral dos Monumentos Nacionais dedicado à Igreja de Lourosa (Fig. 19 -Boletim). Para dar maior visibilidade e projecção à igreja procederam-se a algumas alterações na envolvente da igreja, nomeadamente à deslocação do campanário para as traseiras da igreja. Procedeu-se, ainda no interior à remoção de todos os retábulos de talha, do coro alto e de todas as capelas construídas já na época moderna. (Fig. 20-21-22-23-24- obras, o antes e o depois).

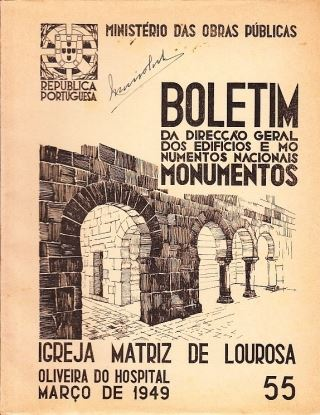
Fig 19: Capa do boletim nº 55 da DGMN dedicado a Lourosa.

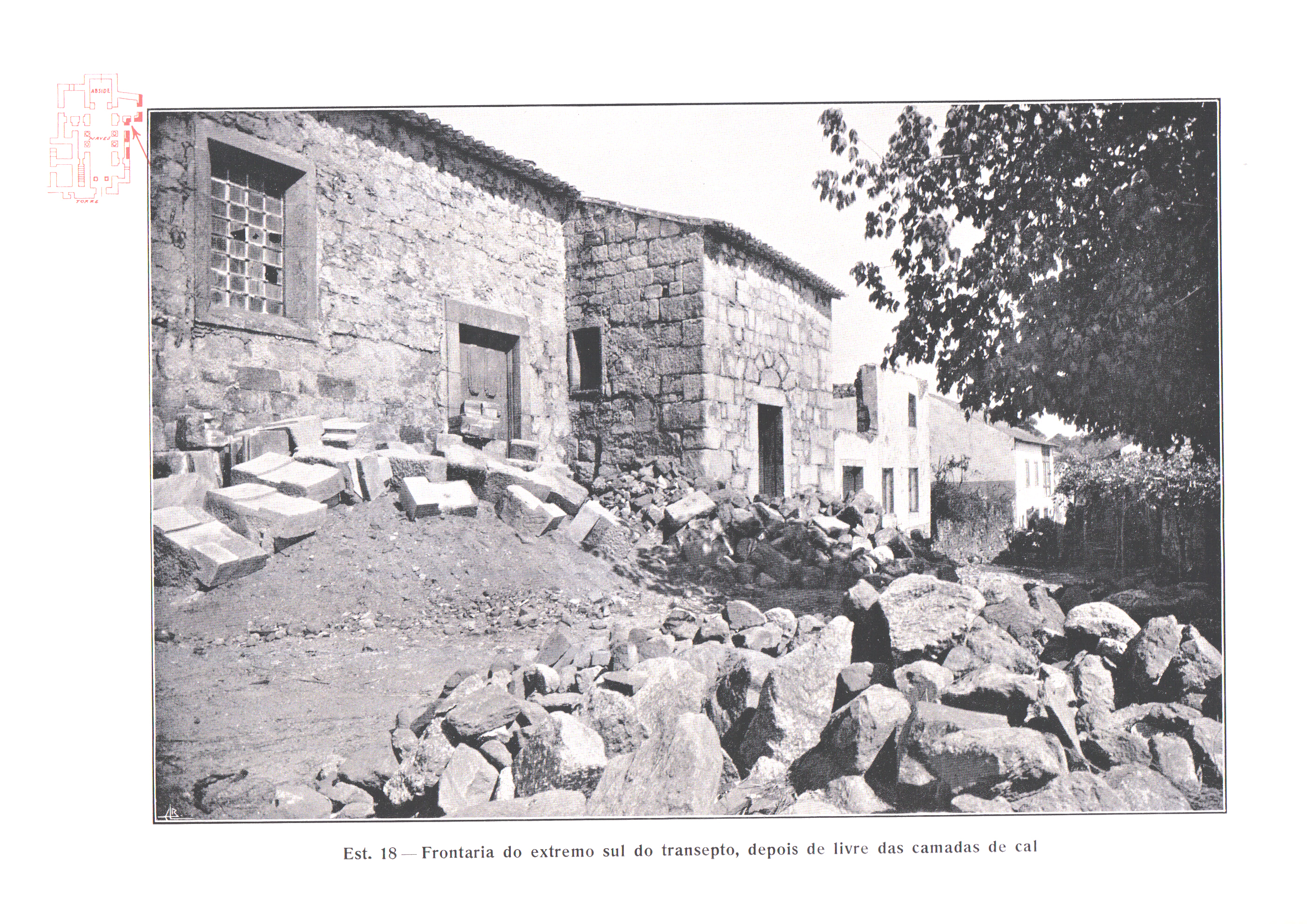
Fig 20: Aspecto das obras de restauro na fachada sul da igreja, virada para a actual Rua de Baixo, em 1930/1931. (Foto: Marques Abreu, in Aguiar Barreiros,1934)

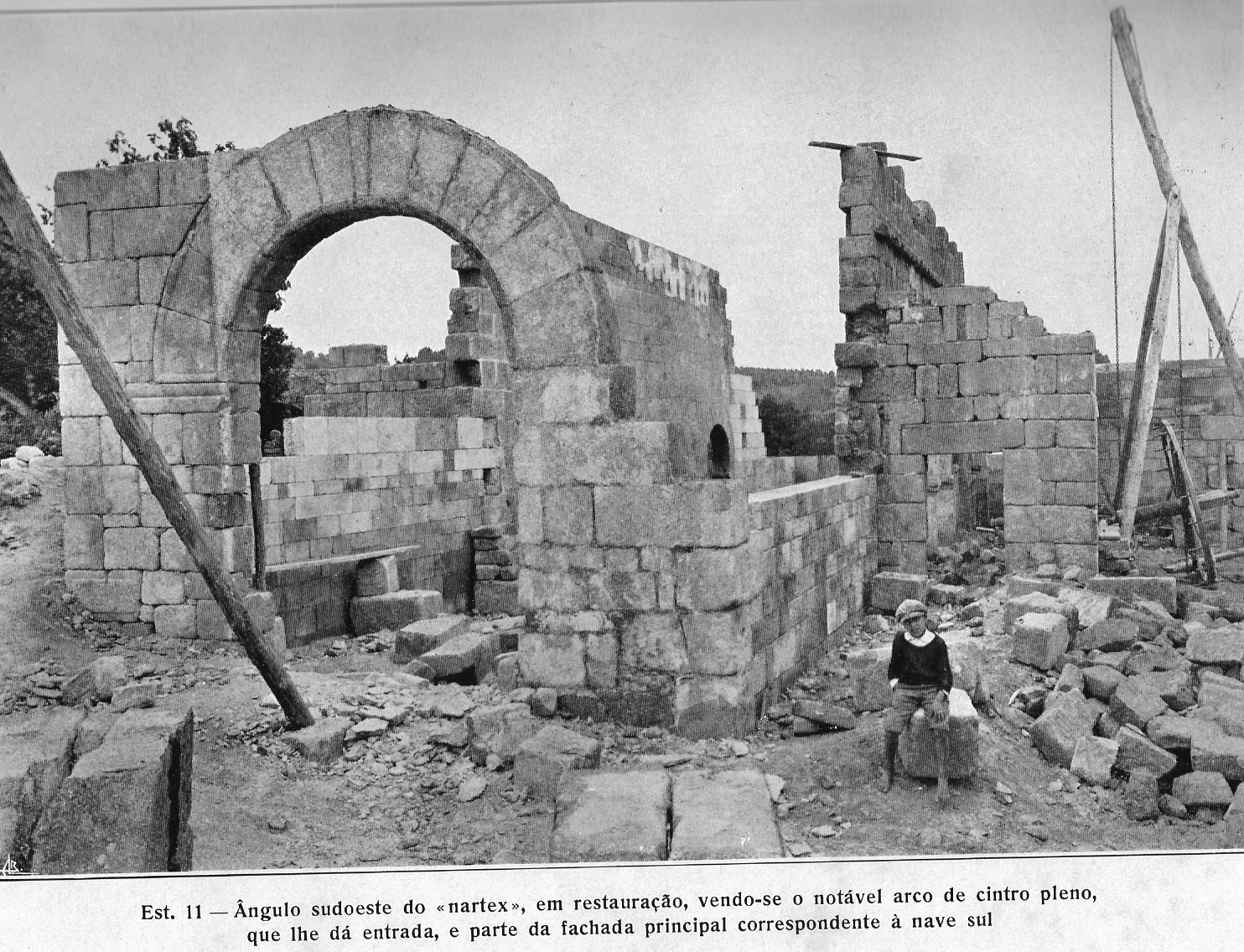
Fig 21: Outro aspecto das obras de restauro na fachada principal da igreja. (Foto: Marques Abreu, in Aguiar Barreiros,1934)

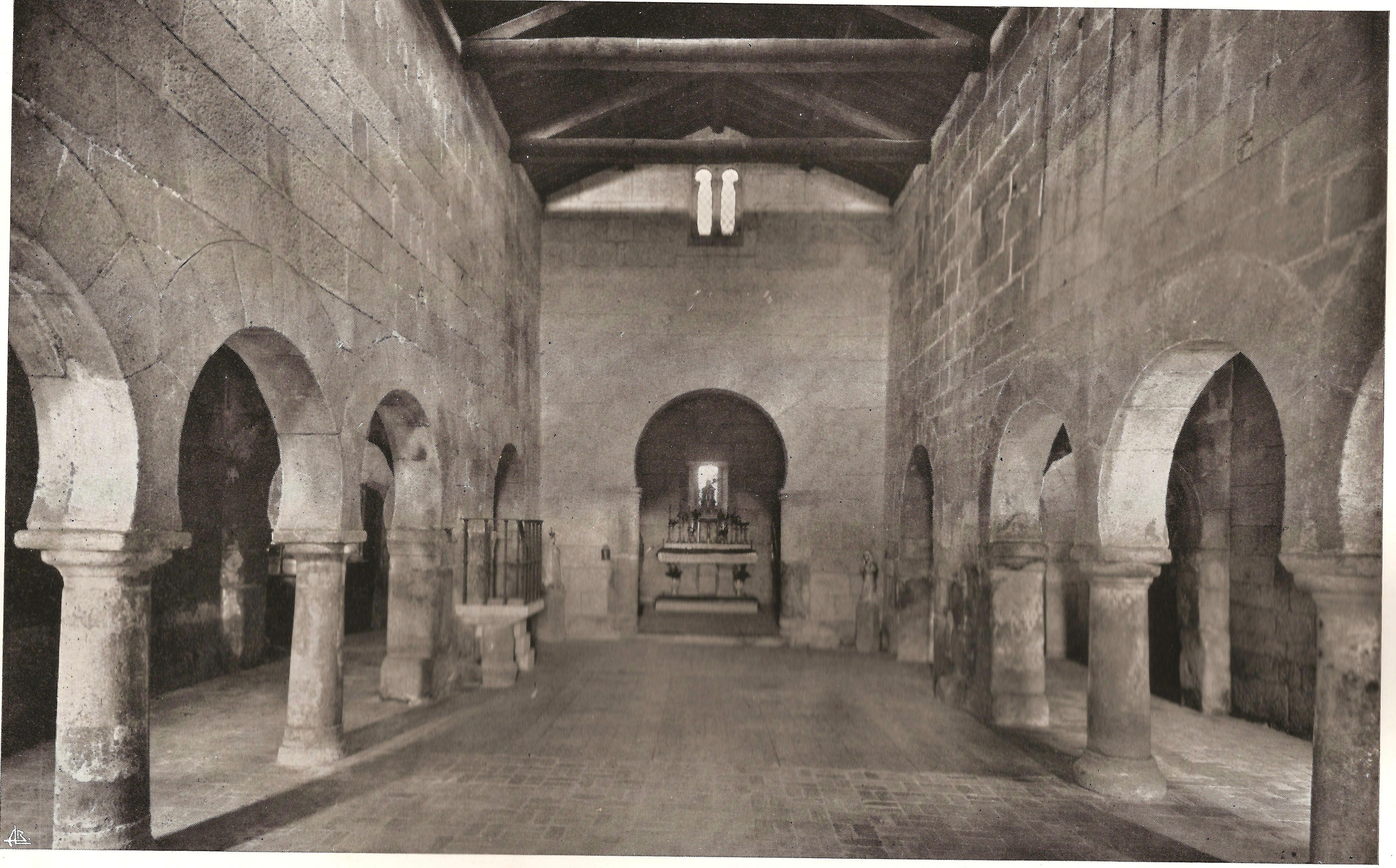
Fig 23: O interior da igreja após o restauro de 1933/1934. (Foto: DGEMN)

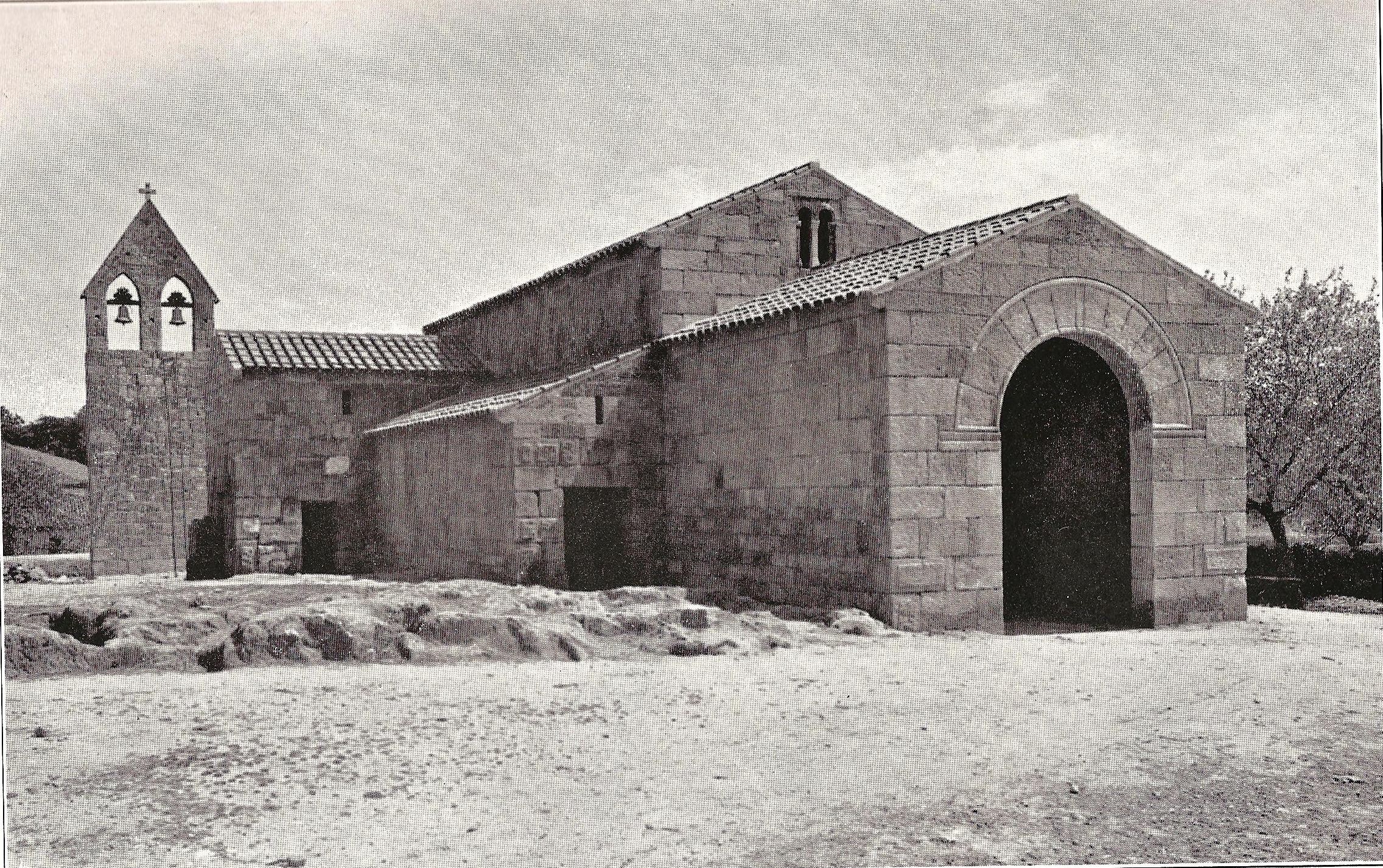
Fig 24: O novo aspecto externo da igreja restaurada - 1931. (foto: Marques Abreu in Aguiar Barreiros,1934)

Desde a sua nova feição adquirida no século XX que a igreja de S. Pedro de Lourosa se tem tornado objecto de peregrinação de estudiosos e de turistas culturais, nacionais e estrangeiros e de uma única visita oficial de um chefe de estado (Américo Tomás, em 1971), da qual resultou a delimitação do cemitério visigótico com umas correntes de ferro para melhor resguardo. (Fig. 26-27- 1971 interior  e exterior sem e com correntes)

Mais recentemente, a igreja de Lourosa foi incluída na Rota da Moura Encantada (roteiro de percursos europeus que denotam a presença árabe) e, pela primeira vez, objecto de uma tese de mestrado em 2002. Em 2011 foi classificada como uma das 7 Maravilhas Culturais do Concelho de Oliveira do Hospital num concurso promovido e organizado por uma turma da Escola Secundária de Oliveira do Hospital e apoiado pela própria Câmara Municipal.

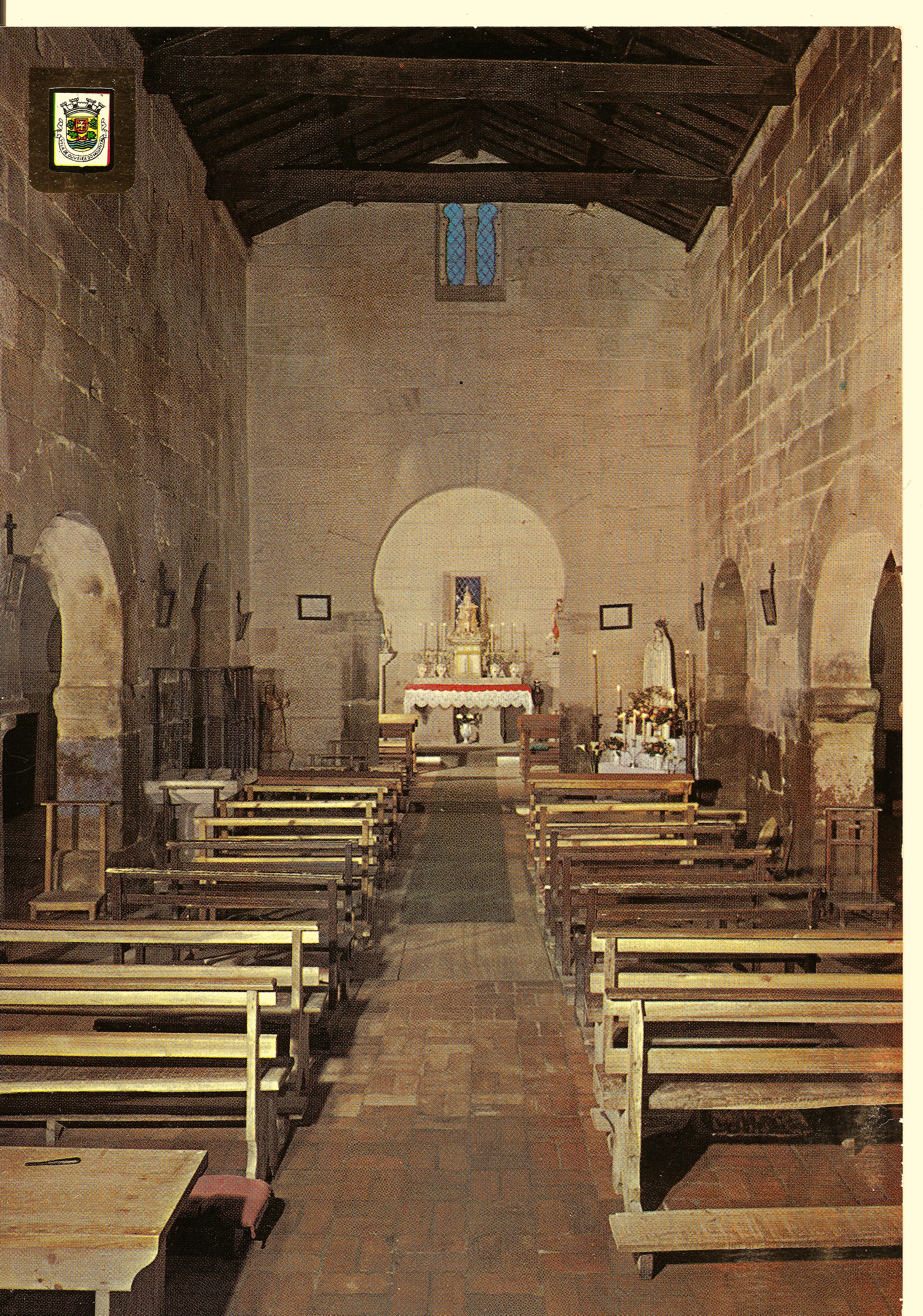
Fig 26: O interior da igreja em 1971. Postal (arquivo familiar da autora)

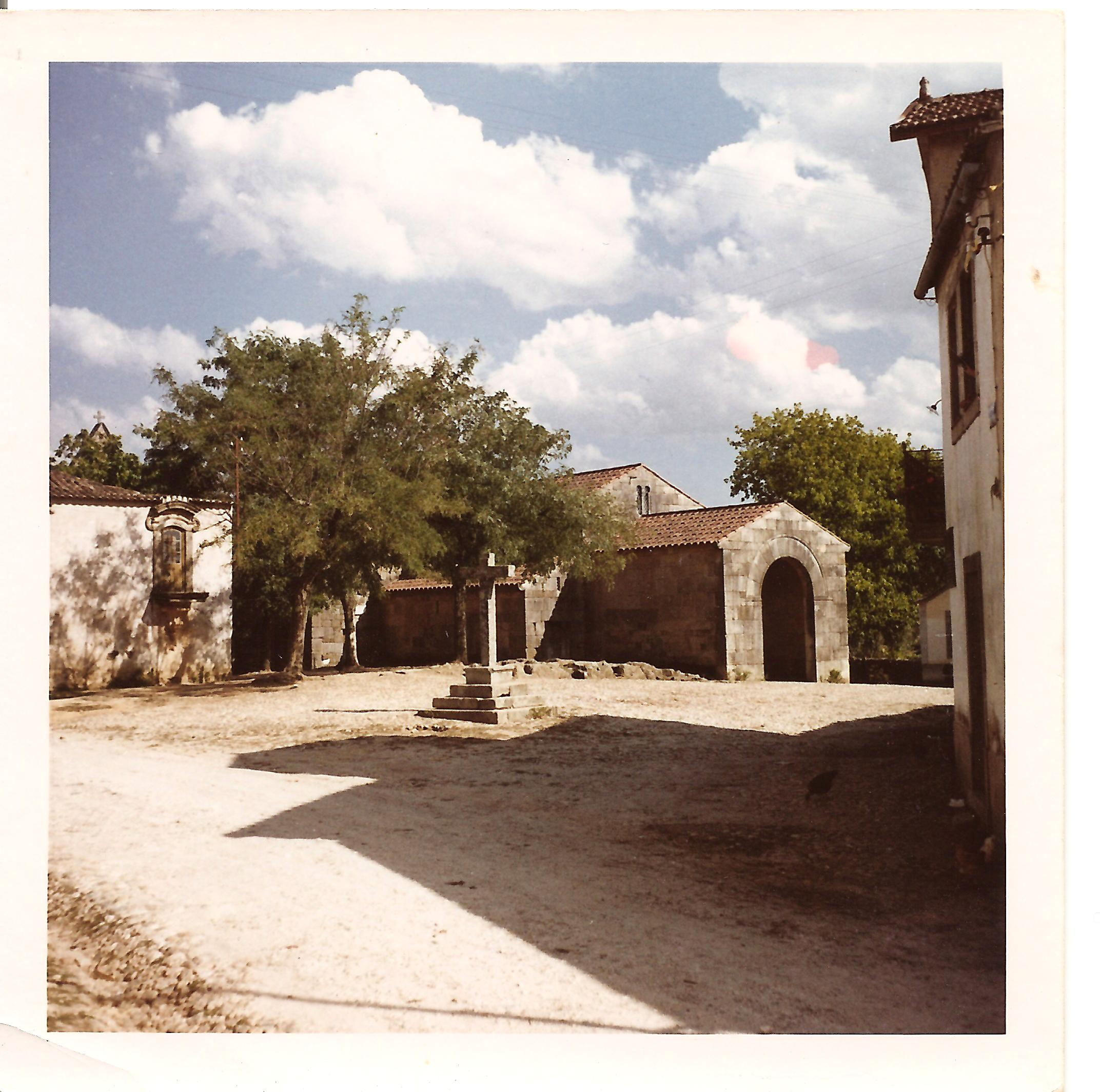
Fig 27: Adro da igreja ainda sem as correntes de protecção à necrópole. (Foto: António Alves Borges - arquivo familiar da autora)

As celebrações do Jubileu dos 1100 anos
Em 2012 esta igreja foi alvo de intensas celebrações jubilares pelos seus 1100 anos. Inaugurando-se a 15 de Janeiro de 2012 e encerrando-se a 2 de Setembro do mesmo ano, as Comemorações desenvolveram-se ao longo de 9 meses num programa diversificado de actividades, de âmbito quer religioso, quer cultural.  (Fig. 28 -Logótipo). Para as primeiras (de tipo religioso), salientem-se, a celebração da Festa do orago da igreja (cuja tradição se perdera); as Missas festivas, algumas de âmbito inter-paroquial, com a participação de Coros e de Bandas Filarmónicas do Concelho, destacando-se, sobremaneira, a Missa inaugural (15 de Janeiro) com a transmissão em directo da Eucaristia pela Rádio Renascença e abrilhantada pelo Choral polifónico de Avô e a Missa de encerramento (2 de Setembro), abrilhantada pelo Coral de Sant’Ana e a transmissão em directo pela TVI, ambas com a presença de Sª. Excia. Revª. o Sr. Bispo de Coimbra D. Virgílio Antunes. Salientaram-se, ainda, entre as actividades culturais de âmbito religioso, uma Missa de tipo gregoriano (Domingo de Pentecostes,27 de Maio) com cânticos em latim e português, interpretados pelo Coral Lopes Morago, de Viseu; um concerto de Música Medieval, maioritariamente sacra, pelo grupo Carmin Antiqua. E, ocupando um lugar de relevo (que provavelmente escapou a muita gente), destacou-se, sobremaneira, o Concerto de música coral sacra pelo Coro de Câmara de Lisboa, dirigido por Teresita Marques. Neste concerto se celebraram, também, os 250 anos do nascimento do grande compositor Marcos Portugal, ouvindo-se algumas obras suas (Tantum Ergo, e excertos da Missa Grande). Finalmente, refira-se, ainda, a presença do reputado compositor Eurico Carrapatoso, de quem se interpretou a Missa sine nomine (Missa sem palavras).
Nas actividades de âmbito cultural, refiram-se, ainda outros grupos culturais do concelho que muito enriqueceram os festejos como a Tuna Recreativa Penalvense, a Tuna da Associação dos Amigos de Meruge, a Filarmónica Fidelidade de Aldeia das Dez, o grupo de Concertinas Sons da Serra, o Rancho Folclórico de Santo António do Alva, a Banda Filarmónica do Ervedal da Beira, a Banda Filarmónica Sanjoanense e o Grupo de Bombos dos Bombeiros Voluntários de Oliveira do Hospital.
No âmbito cultural foram particularmente enriquecedores, ainda, os 2 ciclos de Conferências, (o primeiro na igreja, e o seguinte, na Biblioteca Municipal de Oliveira do Hospital), que trouxeram a presença de especialistas em várias matérias relacionadas com a igreja de Lourosa, tão diversificadas como a História, História da Arte, Arqueologia, Musicologia, Museologia, Património, Ciências Documentais, etc., como se poderá ver pelos respectivos programas.

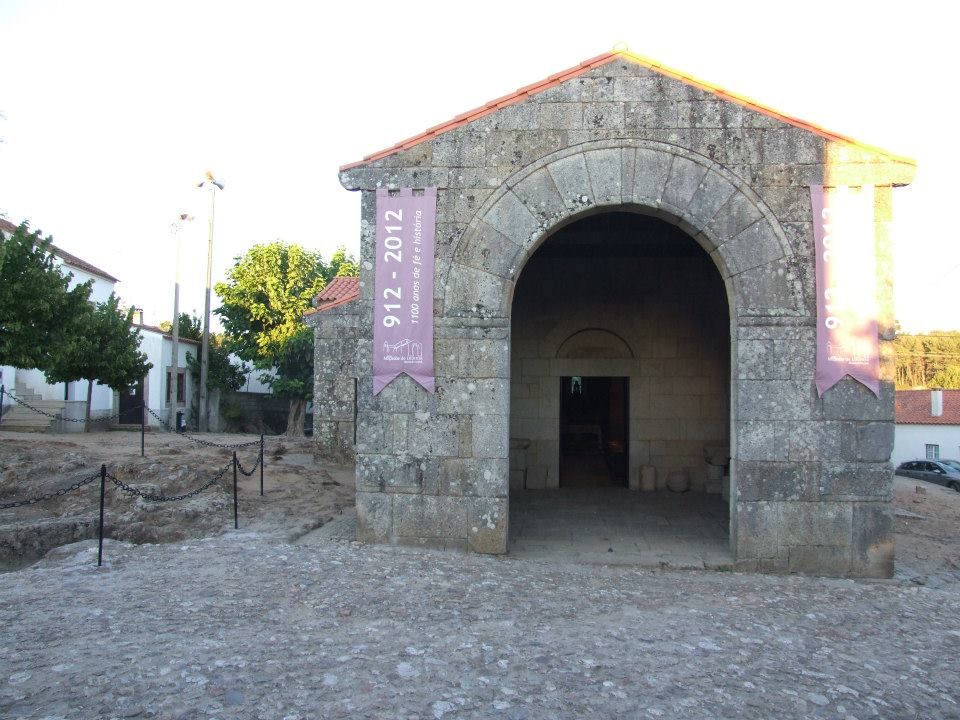
Fig 29: A fachada da igreja durante o ano do jubileu dos seus 1100 anos. (foto: Rui Valentim)

Os festejos originaram, ainda, alguma criatividade artística entre os membros da comissão, criando-se um Logótipo da autoria do Dr. Ricardo Vales; um Rótulo do mesmo autor para um Vinho alusivo ao Jubileu da igreja que também se comercializou; um Estandarte da autoria do Dr. Rui Valentim; uma Medalha Comemorativa, concebida pela Dra. Graça Silva a partir de desenhos e esquemas surgidos na própria comissão. No contexto do mesmo evento também se compuseram dois hinos a ela dedicados: um Hino do Jubileu propriamente dito, com música do Pe Pedro Miranda e letra do Dr. Rui Sanches de Miranda Mascarenhas, e outro da igreja de S. Pedro de Lourosa, com música de Rui Valentim/Maria José Borges e letra da mesma autora.

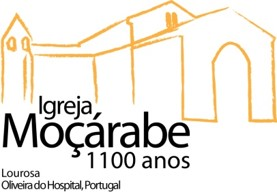
Fig 28: Logótipo desenhado por Ricardo Vales escolhido para as celebrações do Jubileu dos 1100 anos da igreja de Lourosa em 2012.

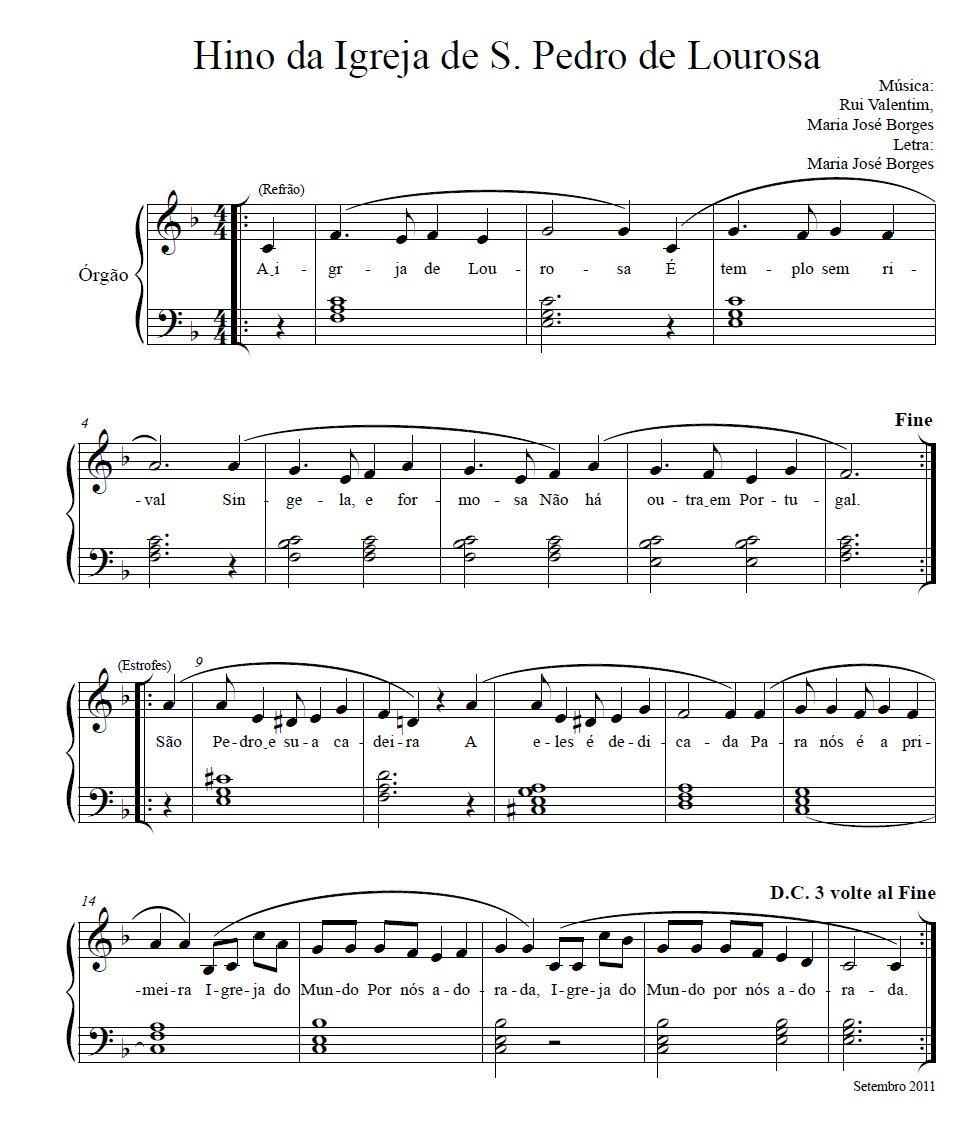
Fig. 30: Hino da Igreja de São Pedro de Lourosa

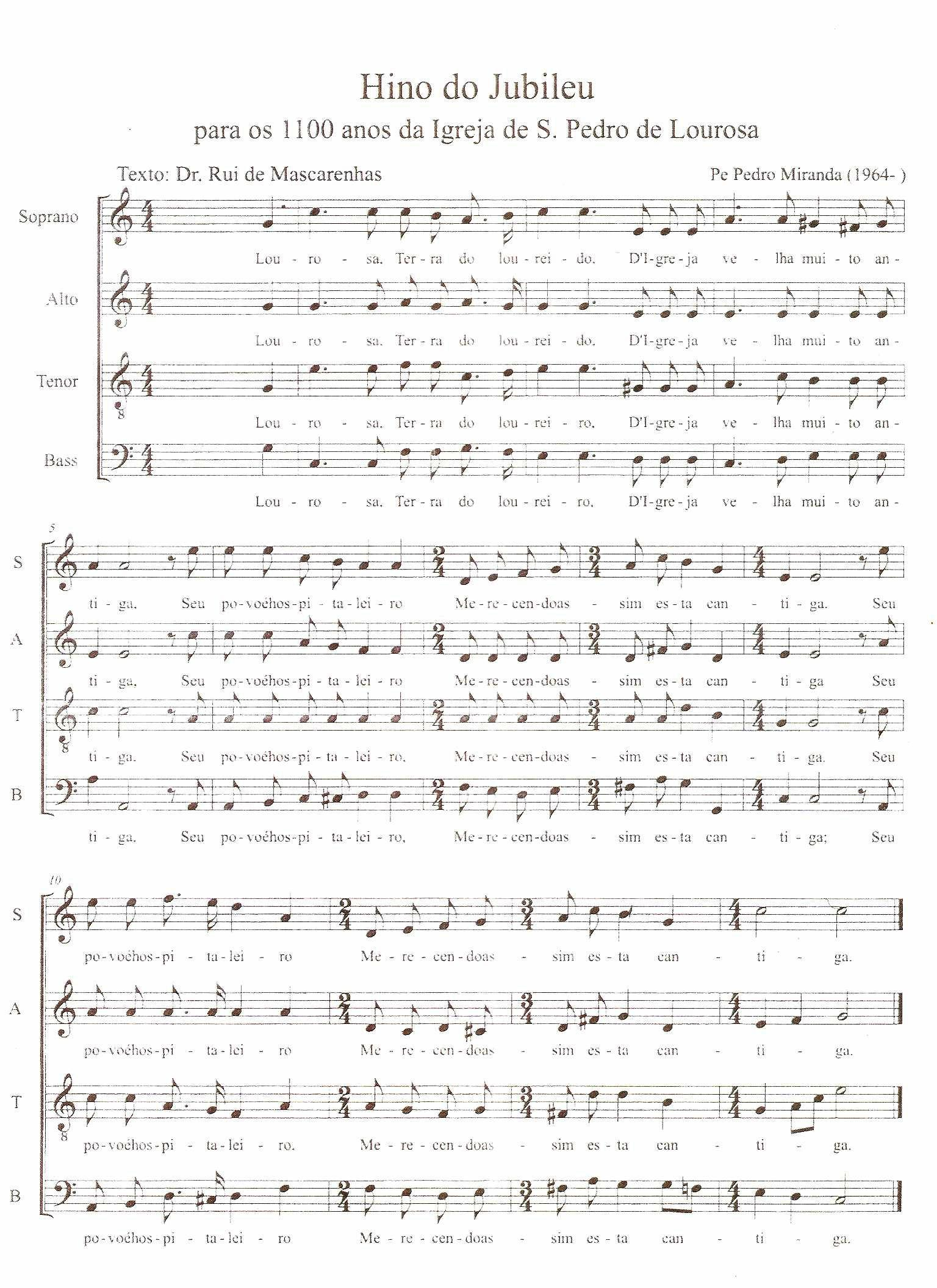
Fig 31: Incipit do Hino do Jubileu da Igreja de S.Pedro de Lourosa (Autores: Pedro Miranda/Rui de Mascarenhas)

De igual modo se ergueu um pequeno memorial em granito, desenhado por Rui Valentim, em frente à igreja, aludindo à efeméride, e ilustrando-o com um poema que evoca esta igreja, do médico e poeta de Avô, Dr. Vasco de Campos (figura muito querida na localidade, pois era irmão da atrás referida Irmandade, nela dando consultas médicas a título gracioso, mesmo a não irmãos,) pelo que se pretendeu, de certa forma, homenageá-lo também. (Fig. 31. Memorial do Jubileu).
Mas, entre as actividades simultaneamente lúdicas e culturais, e, sem dúvida, um dos momentos altos das celebrações, contou-se a I Feira Moçárabe, pioneira no país, dinamizada pelo Grupo Vivarte, através da qual se pretendeu, para além da própria reconstituição e vivência históricas, dinamizar, também, o artesanato local e o comércio de produtos endógenos. E teve até a honra de ser visitada por um genuíno moçárabe, o Prof. Doutor Abel Sidarus, eminente filólogo e linguista de origem egípcia, de cultura árabe e cristão, parente da Família Carvalhaes, com solar brasonado em Lourosa…(Fig. 32-Prof Sidarus na feira)
Nunca Lourosa fora antes palco de manifestações culturais e até mesmo religiosas de tal monta, tendo estas actividades chamado a atenção para este monumento ainda algo desconhecido, infelizmente, do turismo cultural nacional. 

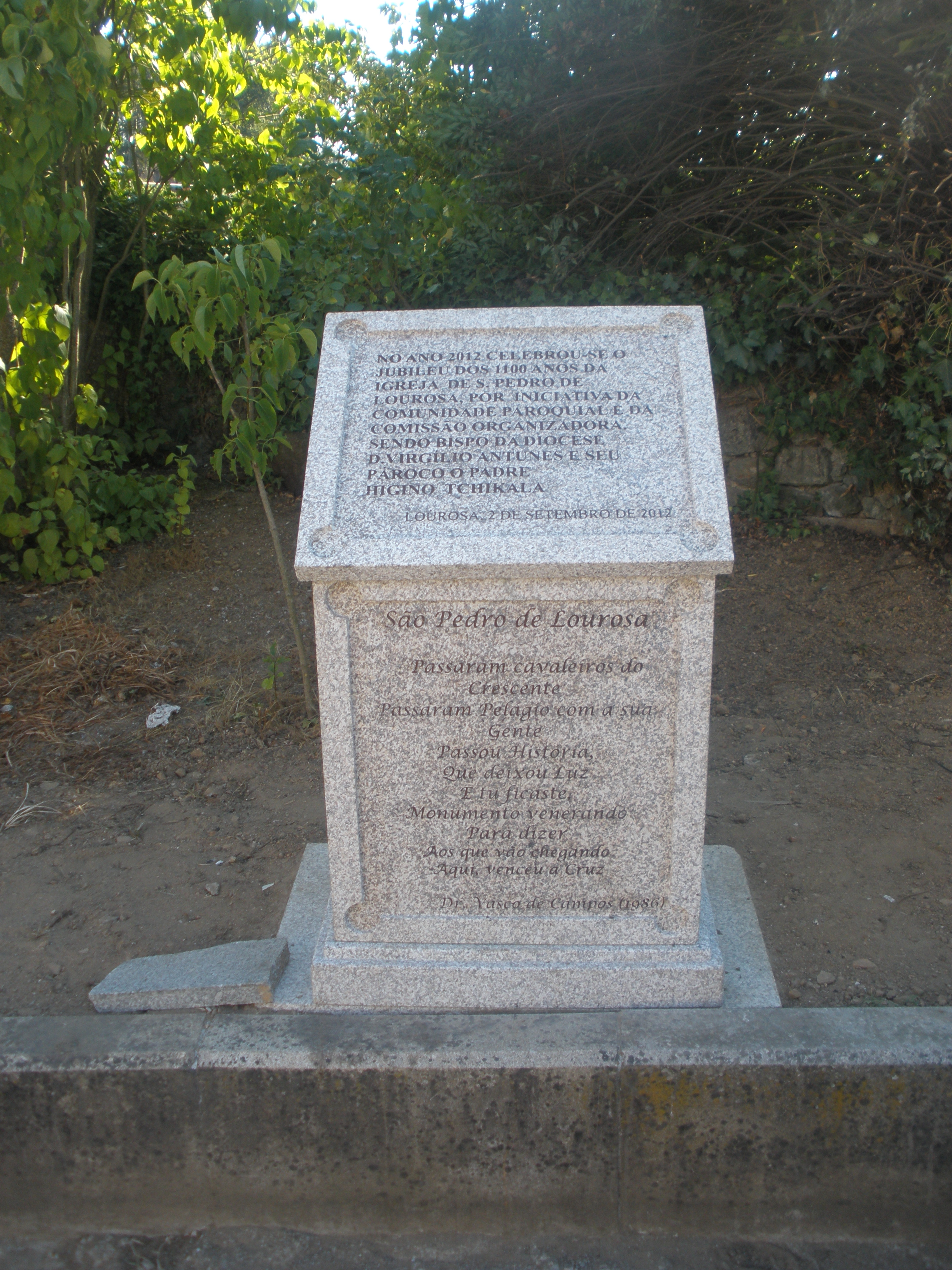
Fig 32: Memorial alusivo ao Jubileu dos 1100 anos de igreja de Lourosa, desenhado por Rui Valentim e decorado com poema de Vasco de Campos - São Pedro de Lourosa, 1986. (Foto: Rui Valentim)

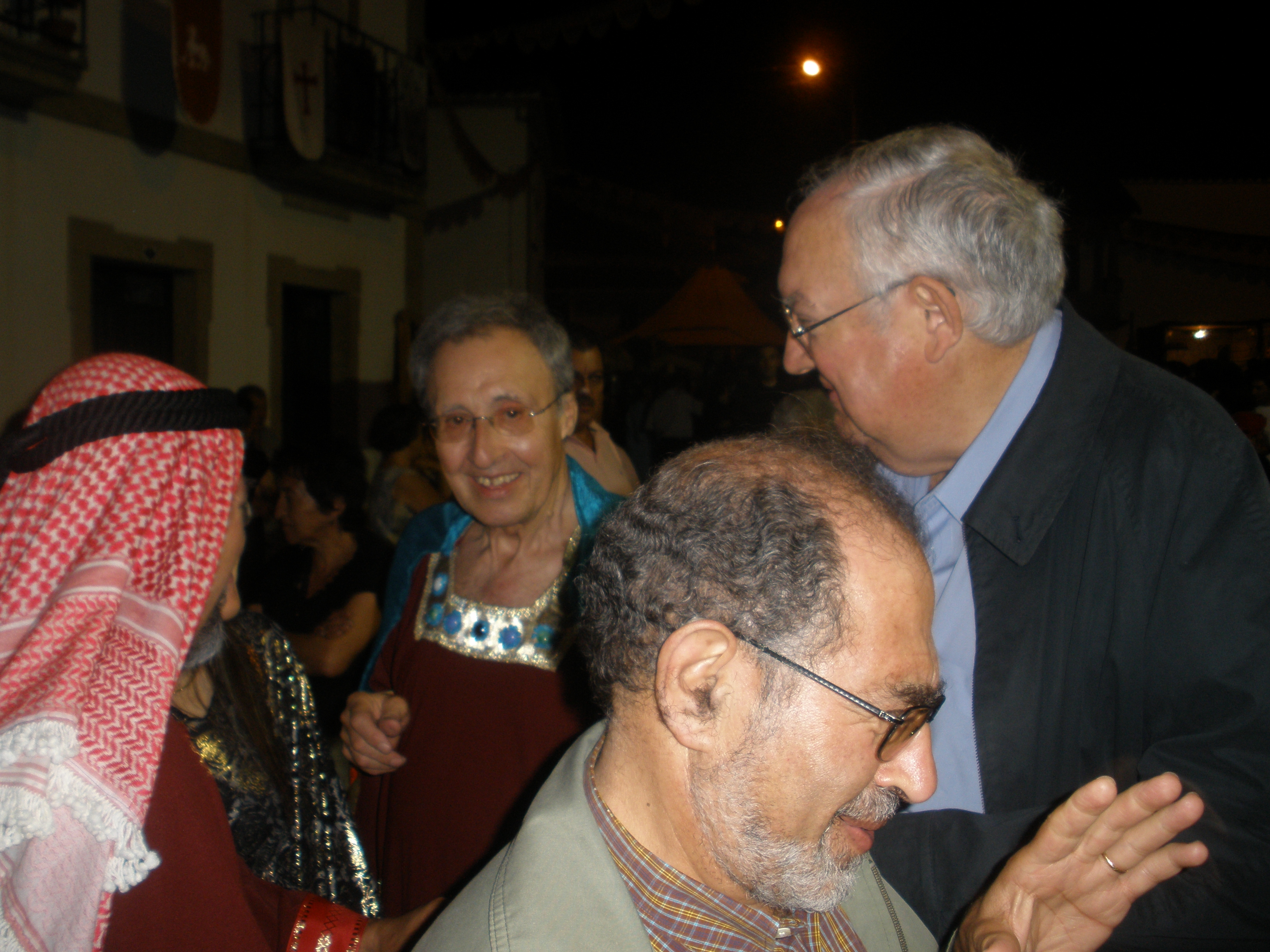
Fig 32: Professor Doutor Abel Sidarus, um verdadeiro moçárabe, presente na I feira moçárabe de Lourosa - em primeiro plano, de perfil. (Foto: Rui Valentim)

## Galeria

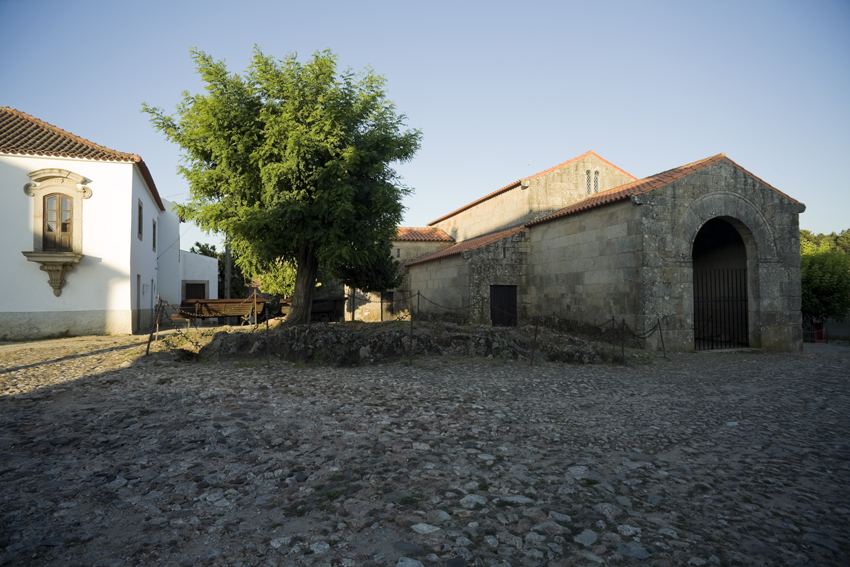
Vista geral
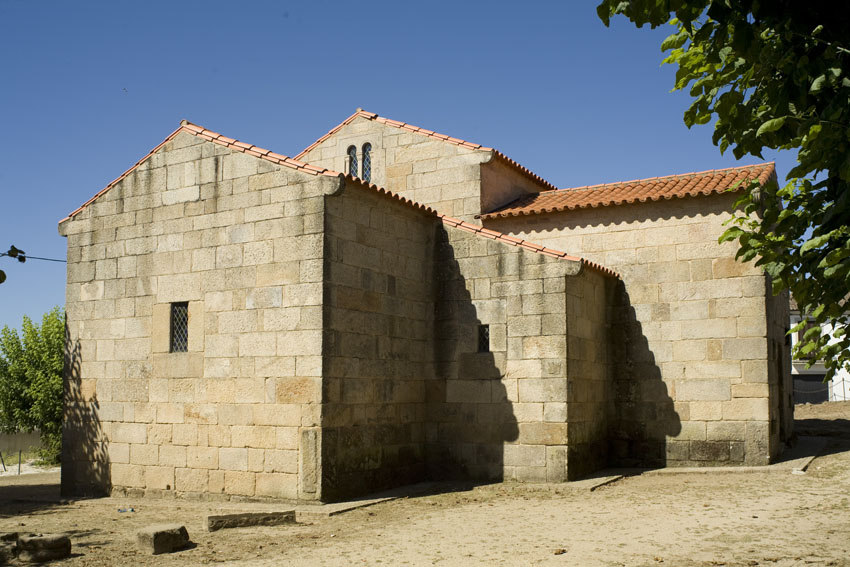
Cabeceira
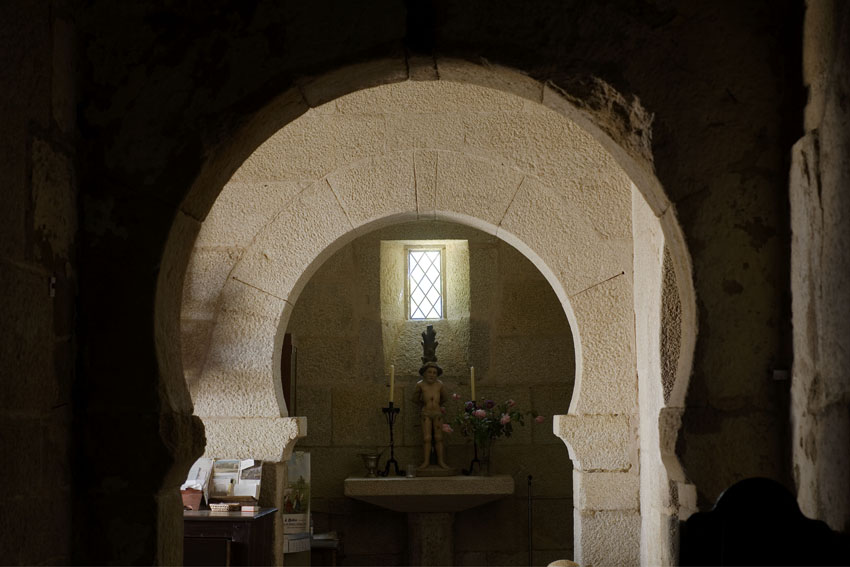
Arcos em ferradura